# Liste von Musikfestivals
Diese Liste von Musikfestivals listet verschiedene Musikfestivals weltweit auf.

## Festivals mit mindestens 100.000 Besuchern
Gerade bei Festivals, die eine sehr hohe Besucherzahl aufweisen, wurden die Besucher pro Bühnenevent gezählt und nicht die Gesamtanzahl an Personen, die an dem Festival teilgenommen haben, so zum Beispiel beim Donauinselfest und beim Mawazine-Festival. Es ist darauf hinzuweisen, dass manche Festivalveranstalter die Gesamtzahl als „alle Tagesbesucher zusammenaddiert“ angeben (z. B. Eurockéennes Festival) und damit größer erscheinen als manche klassischen großen Rockfestivals, die lediglich die Gesamtzahl der verkauften Mehrtagestickets angeben.
(geordnet nach der Besucherzahl; sortierbar)
| Name                                       | Genre                                                                                       | Land, Region                            | Ort                                                 | Monat                          | Besucher            | seit | bis  | weitere Infos | Daten, Quellen   |
| ------------------------------------------ | ------------------------------------------------------------------------------------------- | --------------------------------------- | --------------------------------------------------- | ------------------------------ | ------------------- | ---- | ---- | --- | ---------------- |
| Donauinselfest                             | Pop, Rock, Electro, Schlager, Kabarett                                                      | Österreich                              | Wien                                                | Juni                           | 3.000.000           | 1984 |      | Eintritt frei | 2024 Wienholding |
| Mawazine                                   | Pop, Rock, Electro, marokkanische Musik                                                     | Marokko                                 | Rabat                                               | Juni                           | 2.500.000           | 2001 |      | Eintritt teilweise frei | 2018             |
| Loveparade                                 | Techno                                                                                      | Deutschland                             | Berlin, später Ruhrgebiet                           | Juli                           | 1.500.000           | 1989 | 2010 | Die Rekordbesucherzahl von 1,5 Millionen Besuchern stammt aus dem Jahr 1999. Entgegen der Angaben des Veranstalters wurde dieser Rekord 2008 nicht gebrochen. Nach dem Unglück bei der Loveparade 2010 wurde die Veranstaltungsreihe beendet. | 2010             |
| Rock in Rio                                | Rock                                                                                        | Brasilien, Portugal, Spanien            | wechselnd                                           |                                | 1.300.000           | 1985 |      | unregelmäßig |                  |
| Street Parade                              | Elektro, Techno, EDM                                                                        | Schweiz                                 | Zürich                                              | August                         | 1.100.000           | 1992 |      | Größte Techno-Party der Welt | 2019             |
| Maiwoche                                   | verschiedene Stilrichtungen                                                                 | Deutschland                             | Osnabrück                                           | Mai                            | 800.000             | 1973 |      | Eintritt frei | 2017             |
| Haltestelle Woodstock                      | Rock, Ska, Reggae, Folk                                                                     | Polen, Woiwodschaft Lebus               | Küstrin                                             |                                | 800.000             | 1995 |      | Eintritt frei | 2011             |
| Electric Daisy Carnival (EDC)              | Elektronische Tanzmusik                                                                     | USA                                     | Las Vegas                                           |                                | 500.000             | 2012 |      | Las Vegas Motorspeedway |                  |
| Sound of Frankfurt                         | Rock                                                                                        | Deutschland                             | Frankfurt am Main                                   |                                | 500.000             | 1994 | 2004 | Eintritt frei |                  |
| Sziget                                     | Rock, Punk, Elektro / Dance, Hardrock / Metal, Jazz, Hiphop, Triphop, Klassik, Weltmusik    | Ungarn                                  | Budapest                                            |                                | 500.000             | 1993 |      | | 1993             |
| Bochum Total                               | Pop, Rock                                                                                   | Deutschland                             | Bochum                                              |                                | 470.000             | 1986 |      | Eintritt frei | 2024             |
| Schlagermove                               | Schlager                                                                                    | Deutschland                             | Hamburg                                             |                                | 400.000             | 1997 |      | Eintritt frei | 2017             |
| Das Fest                                   | Rock, Pop, Electro & Hip-Hop                                                                | Deutschland                             | Karlsruhe                                           | Juli                           | 400.000             | 1985 |      | Hauptbühne je Tag 10 Euro Eintritt; Sport- und Familienbereich Eintritt frei | 2009             |
| Schlossgrabenfest                          | Pop, Schlager, Rock                                                                         | Deutschland                             | Darmstadt                                           |                                | 400.000             | 1999 |      | Eintritt frei |                  |
| Tomorrowland                               | Techno, House, Electro, Progressive                                                         | Belgien, Flandern                       | Boom                                                | Juli                           | 400.000             | 2005 |      | | 2017             |
| Woodstock-Festival                         | Folk, Rock, Psychedelic Rock, Blues, Country                                                | USA, New York                           | Bethel                                              | August                         | 400.000 (geschätzt) | 1969 | 1969 | Höhe- und gleichzeitig Endpunkt der im Mainstream angekommenen Hippiebewegung in den USA |                  |
| Woodstock II                               | Alternative Rock                                                                            | USA, New York                           | Saugerties                                          | August                         | 350.000             | 1994 | 1994 | 25. Jubiläum des Woodstock-Festivals |                  |
| Rock in Japan                              | Metal, Rock, Pop, Alternative                                                               | Japan                                   | Chiba                                               | August / September             | 340.000             | 2000 |      | Soga Sports Park | 2019             |
| Internationales Dixieland Festival Dresden | Jazz                                                                                        | Deutschland                             | Dresden                                             |                                | 320.000             | 1971 |      | | 2025             |
| Düsseldorfer Jazz-Rally                    | Jazz                                                                                        | Deutschland, Nordrhein-Westfalen        | Düsseldorf                                          |                                | 300.000             | 1992 |      | | 2003             |
| Woodstock III                              | Alternative Rock, Nu Metal                                                                  | USA, New York                           | Rome                                                | Juli                           | 250.000             | 1999 | 1999 | 30. Jubiläum des Woodstock-Festivals |                  |
| Festival des Vieilles Charrues             | verschiedene Stilrichtungen                                                                 | Frankreich, Bretagne                    | Carhaix-Plouguer                                    |                                | 240.000             | 1991 |      | größtes Musikfestival Frankreichs | 2011             |
| Paléo Festival Nyon                        | Pop, Rock, World Music, Jazz                                                                | Schweiz, Waadt                          | Nyon                                                |                                | 230.000             | 1976 |      | Zweitgrößtes Musikfestival der Schweiz nach der Street Parade |                  |
| Nova Rock                                  | Rock, Metal                                                                                 | Österreich, Burgenland                  | Nickelsdorf                                         | Juni                           | 225.000             | 2005 |      | | 2017             |
| Breminale                                  | Rock, Pop, Jazz, Elektro, Hip-Hop                                                           | Deutschland, Bremen                     | Bremen                                              |                                | 220.000             | 1987 |      | Eintritt frei | 2013             |
| Graspop Metal Meeting                      | Metal                                                                                       | Belgien, Flandern                       | Dessel                                              | Juni                           | 220.000             | 1986 |      | | 2022             |
| Primavera Sound                            | Rock, Pop, Indie, Elektronische Musik, Hip-Hop                                              | Spanien, Katalonien                     | Barcelona                                           | Mai / Juni                     | 220.000             | 2001 |      | größtes Musikfestival Südeuropas | 2018             |
| Rheinkultur                                | Rock                                                                                        | Deutschland, Nordrhein-Westfalen        | Bonn                                                |                                | 220.000             | 1983 | 2011 | Eintritt frei |                  |
| Parookaville                               | Elektro, Dance, Techno, House, Hardstyle, Drum and Bass, Pop                                | Deutschland                             | Weeze                                               | Juli                           | 225.000             | 2015 |      | größtes Festival Deutschlands | 2024             |
| Montreux Jazz Festival                     | verschiedene Stilrichtungen                                                                 | Schweiz, Waadtland                      | Montreux                                            |                                | 200.000+            | 1967 |      | | 2013             |
| Airbeat One                                | Electro-, Progressive- & Deep-House, Goa, Hardstyle                                         | Deutschland, Mecklenburg-Vorpommern     | Neustadt-Glewe                                      | Juli                           | 200.000             | 2002 |      | | 2022             |
| Bardentreffen                              | Folk, Worldmusik, Rock, Pop, Bühnen- und straßenmusik                                       | Deutschland                             | Nürnberg                                            | Juli / August                  | 200.000             | 1976 |      | Eintritt frei |                  |
| Rave The Planet                            | Techno                                                                                      | Deutschland                             | Berlin                                              | Juli                           | 200.000             | 2022 |      | Techno-Parade in Anlehnung an die Loveparade Eintritt frei | 2022             |
| Exit                                       | Rock, House, Electro, Progressive, Dubstep, Drum and Bass, Reggae, Pop, Folk, World Music   | Serbien, Vojvodina                      | Novi Sad                                            |                                | 190.000             | 2000 |      | |                  |
| Electric Love                              | Techno, House, Electro, Progressive                                                         | Österreich, Salzburg                    | Plainfeld                                           | Juli                           | 180.000             | 2013 |      | | 2013             |
| Openair Frauenfeld                         | Rap, Hip-Hop                                                                                | Schweiz, Thurgau                        | Frauenfeld                                          |                                | 180.000             | 1985 |      | Europas größtes Hip-Hop-Festival |                  |
| Glastonbury Festival                       | Rock                                                                                        | Vereinigtes Königreich, Südwest-England | Pilton                                              |                                | 177.000             | 1970 |      | | 2013             |
| Blues & Jazz Festival                      | Blues, Jazz, Liedermacher                                                                   | Deutschland, Bayern                     | Bamberg                                             | August                         | 174.000             | 2007 |      | Eintritt frei, Open Air | 2019             |
| Schleswig-Holstein Musik Festival          | Klassik                                                                                     | Deutschland                             | Schleswig-Holstein                                  |                                | 171.000             | 1986 |      | | 2017             |
| Defqon.1                                   | Hardstyle, Raw, Hardcore, Uptempo, Frenchcore, Terrorcore                                   | Niederlande                             | Biddinghuizen                                       | Juni                           | 165.000             | 2003 |      | |                  |
| Ultra Music Festival                       | Techno, House, Electro, Progressive                                                         | USA                                     | Miami                                               | März                           | 165.000             | 1999 |      | | 2014             |
| TomorrowWorld                              | Techno, House, Electro, Progressive                                                         | USA, Georgia                            | Chattahoochee Hills                                 | September                      | 160.000             | 2013 | 2015 | | 2014             |
| Dour Festival                              | Drum and Bass, Dubstep, Dub, Hip-Hop, Reggae, Elektro, Dance, Metal, Indie-Rock, Alternativ | Belgien, Mons                           | Dour                                                |                                | 160.000+            | 1989 |      | |                  |
| Rototom Sunsplash                          | Reggae                                                                                      | Italien, Friaul-Julisch Venetien        | Osoppo                                              |                                | 160.000             | 1994 |      | | 2010             |
| FM4 Frequency Festival                     | Alternativ, Indie-Rock, Rock                                                                | Österreich, Niederösterreich            | St. Pölten                                          |                                | 160.000             | 2001 |      | | 2012             |
| Hellfest                                   | Metal                                                                                       | Frankreich, Loire-Atlantique            | Clisson                                             | Juni                           | 152.000             | 2006 |      | | 2015             |
| Deutsches Musikfest                        | Blas- und Spielleutemusik                                                                   | Deutschland                             | wechselnd, 2019 in Osnabrück                        | Mai/Juni                       | 150.000+            | 1989 |      | Großteils Eintritt frei | 2018             |
| Balaton Sound                              | Electro, House, Progressive                                                                 | Ungarn, Südtransdanubien                | Zamárdi                                             | Juli                           | 145.000             | 2007 |      | direkt am Südufer des Balaton | 2014             |
| BigCityBeats World Club Dome               | elektronische Musik                                                                         | Deutschland                             | Frankfurt am Main                                   | Juni                           | 140.000             | 2013 |      | in der Commerzbank-Arena, 10 Floors, 200 DJs | 2017             |
| Lucerne Festival                           | Klassik                                                                                     | Schweiz                                 | Luzern                                              |                                | 135.000             | 1938 |      | |                  |
| Pukkelpop                                  | Rock                                                                                        | Belgien, Flandern                       | Hasselt                                             |                                | 130.000             | 1985 |      | |                  |
| Glücksgefühle Festival                     | Electro, Pop, Rock, Hip-Hop                                                                 | Deutschland                             | Hockenheim                                          | September                      | 130.000             | 2023 |      | auf dem Hockenheimring |                  |
| Moon&Stars                                 | Rock, Hard-Rock, Metal, Pop, Hip-Hop                                                        | Schweiz, Tessin                         | Locarno                                             | Juli                           | 120.000             | 2004 |      | | 2015             |
| Lake Festival                              | House, Trance                                                                               | Österreich, Steiermark                  | Graz                                                |                                | 120.000             | 2011 |      | |                  |
| Zelt-Musik-Festival                        | Pop, Klassik, Blues, Jazz, Rock, Schlager                                                   | Deutschland                             | Freiburg im Breisgau im Stadtteil Mundenhof         | 3 Wochen im Juni, Juli         | 120.000             | 1983 |      | Der Besuch des Festivals mit fünf Bühnen und drei Vorstellungszelten ist ganztägig frei, die Abendkonzerte in zwei von drei Zelten sind kostenpflichtig.                                                                                      |                  |
| Kosmos Chemnitz                            | Pop, Hip-Hop, Punk, Panels, Workshops, Artistik, Sport                                      | Deutschland                             | Chemnitz                                            | Juni                           | 115.000             | 2018 |      | Eintritt frei | 2025             |
| Open Air Gampel                            | Rock                                                                                        | Schweiz, Wallis                         | Gampel-Bratsch                                      | August                         | 112.000             | 1986 |      | jährlich stattfindend mit Camping | 2018             |
| Rheingau Musik Festival                    | Klassik, Jazz, Weltmusik, Kabarett, Kinderkonzerte                                          | Deutschland, Hessen                     | Region Frankfurt am Main, Wiesbaden, Lorch am Rhein | Ende Juni bis Anfang September | 110.000             | 1988 |      | jährlich stattfindend; größtes privat finanziertes Klassik-Musikfestival in Deutschland |                  |
| Greenfield Festival                        | Rock                                                                                        | Schweiz, Bern                           | Interlaken                                          | Juni                           | 102.000             | 2005 |      | 2019 kamen über 100.000 Besucher, als das Festival einmalig 4 Tage (ansonsten: 3 Tage) lang stattfand |                  |
| Traffic Festival                           | Rock                                                                                        | Italien, Piemont                        | Turin                                               | Juli                           | 100.000             | 2004 | 2014 | Eintritt frei; 2007 mit 200.000 Besuchern | 2007             |
| Africa Festival                            | Weltmusik                                                                                   | Deutschland                             | Würzburg                                            | Mai–Juni                       | 100.000             | 1988 |      | | 2012             |
| Klassik Open Air                           | Klassik                                                                                     | Deutschland                             | Nürnberg                                            | Juli / August                  | 100.000             | 2000 |      | Eintritt frei |                  |
| Eurockéennes                               | Rock                                                                                        | Frankreich, Franche-Comté               | Territoire de Belfort                               |                                | 100.000             | 1989 |      | |                  |
| Woodstock der Blasmusik                    | Blasmusik                                                                                   | Österreich, Oberösterreich              | Ort im Innkreis                                     | Juni                           | 100.000             | 2011 |      | |                  |

## Festivals bis 100.000 Besucher
(alphabetisch geordnet, sortierbar)
| Name                                                       | Genre | Land, Region                                         | Ort                                                                                                  | Monat                                                             | Besucher                                                    | seit                                       | bis  | weitere Infos |
| ---------------------------------------------------------- | --- | ---------------------------------------------------- | --- | ----------------------------------------------------------------- | ----------------------------------------------------------- | ------------------------------------------ | ---- | --- |
| 70000 Tons of Metal                                        | Metal | Vereinigte Staaten, Florida                          | Miami und Karibik                                                                                    | Januar                                                            | 3.000 (2023)                                                | 2011                                       |      | Erstes mehrtägiges Metalfestival auf einem Kreuzfahrtschiff                                                                            |
| Aalener Jazzfest                                           | Jazz | Deutschland, Baden-Württemberg                       | Aalen                                                                                                | November                                                          | 12.000 (2011)                                               | 1990                                       |      | |
| Aerodrome                                                  | Rock | Österreich, Niederösterreich                         | Wiener Neustadt                                                                                      | --                                                                | 35.000 (2005)                                               | 2004                                       | 2005 | |
| Afrika Festival Nürnberg                                   | Reggae, Dancehall, Hip-Hop, Jazz, Weltmusik                                                                     | Deutschland, Bayern                                  | Nürnberg                                                                                             | Juni                                                              | 10.000 (2016)                                               | 2010                                       | 2018 | eintrittsfrei |
| Afrika-Karibik-Festival                                    | Reggae, Dancehall, Hip-Hop, Jazz, Weltmusik                                                                     | Deutschland, Bayern                                  | Aschaffenburg                                                                                        | August                                                            | 60.000 (2012)                                               | 1998                                       |      | |
| Afro-Pfingsten Festival                                    | Weltmusik, Reggae, Latin Music                                                                                  | Schweiz, Zürich                                      | Winterthur                                                                                           | Mai                                                               | 75.000 (2023)                                               | 1990                                       |      | |
| Agglutination Metal Festival                               | Metal | Italien, Basilikata                                  | Chiaromonte, Sant’Arcangelo, Senise                                                                  | August                                                            | 4.000 (1997)                                                | 1995                                       |      | |
| Alive Festival                                             | Rock, Pop, Alternative                                                                                          | Belgien, Ostbelgien                                  | Sankt Vith                                                                                           | Juli / August                                                     | 20.000 (2003)                                               | 1995                                       | 2005 | |
| AlpenFlair                                                 | Metal, Deutschrock, Volksmusik, Schlager                                                                        | Italien, Südtirol                                    | Natz-Schabs                                                                                          | Juni                                                              | 35000                                                       | 2011                                       |      | |
| Alpha-Rave                                                 | Techno | Deutschland, Mecklenburg-Vorpommern                  | Schwerin                                                                                             | November                                                          | 8.000 (2012)                                                | 1996                                       |      | |
| Altburgfestival Open Air                                   | Irish Folk, Folk-Rock, Mittelalter-Rock                                                                         | Deutschland, Rheinland-Pfalz                         | Bundenbach                                                                                           | August                                                            | 3.000–4.000                                                 | 1989                                       |      | |
| Altheimer Open-Air                                         | Rock, Indie | Deutschland, Baden-Württemberg                       | Altheim (bei Riedlingen)                                                                             | Juli                                                              | 4.000 (2012)                                                | 1995                                       |      | |
| Amphi Festival                                             | Schwarze Szene                                                                                                  | Deutschland, Nordrhein-Westfalen                     | Köln                                                                                                 | Juli                                                              | 12.500 (2022)                                               | 2005                                       |      | |
| Antaris Project                                            | Psychedelic Trance                                                                                              | Deutschland, Brandenburg                             | wechselnde Locations nahe Berlin                                                                     | Juni                                                              | 5.000 (2012)                                                | 1996                                       |      | |
| Antilliaanse Feesten                                       | Salsa, Timba, Merengue, Bachata, Soukous, Cumbia, Vallenato, Soca, Ska, Champeta, Kompa u. a.                   | Belgien, Flandern                                    | Hoogstraten                                                                                          | August                                                            | 35.000 (2012)                                               | 1983                                       |      | jedes 2. Wochenende im August |
| Appletree Garden Festival                                  | Indie, Elektro                                                                                                  | Deutschland, Niedersachsen                           | Diepholz                                                                                             | Juli                                                              | 5.000 (2014)                                                | 2001                                       |      | Verein zur Förderung der Jugendkultur e. V.                                                                                            |
| Area4                                                      | Rock | Deutschland, Nordrhein-Westfalen                     | Lüdinghausen                                                                                         | --                                                                | 16.000 (2012)                                               | 2005                                       | 2012 | |
| Arolser Barock-Festspiele                                  | Klassik | Deutschland, Hessen                                  | Bad Arolsen                                                                                          | Mai                                                               |                                                             | 1981                                       |      | |
| Artmania Festival                                          | Metal | Rumänien, Siebenbürgen                               | Sibiu                                                                                                | Juli                                                              | 12.000 (2012)                                               |                                            |      | |
| AStA-Sommerfestival                                        | Pop, Rock, Indie, Punk, Hip-Hop, Elektro                                                                        | Deutschland, Nordrhein-Westfalen                     | Paderborn                                                                                            | Juni                                                              | 14.000                                                      | 2001                                       |      | |
| aufhOHRchen                                                | Volksmusik | Österreich, Niederösterreich                         | wechselnde Veranstaltungsorte                                                                        | Mai                                                               |                                                             | 1993                                       |      | |
| Bad Hersfelder Festspiele                                  | Musik- und Theaterfestival                                                                                      | Deutschland, Hessen                                  | Bad Hersfeld                                                                                         | Sommer                                                            | 95.000                                                      | 1902                                       |      | Stiftsruine Bad Hersfeld, Innenhof Schloss Eichhof                                                                                     |
| Balinger Rockfestival                                      | Christlicher Rock                                                                                               | Deutschland, Baden-Württemberg                       | Balingen                                                                                             |                                                                   | 2.200 (2015)                                                | 1995                                       | 2019 | |
| Baloise Session                                            | diverse | Schweiz, Basel                                       | Basel                                                                                                | Oktober / November                                                | 1.550 im Saal                                               | 1986                                       |      | Intimer Rahmen mit Clubtischbestuhlung                                                                                                 |
| Baltic Open Air                                            | Rock, Metal | Deutschland, Schleswig-Holstein                      | Schleswig                                                                                            | August                                                            | 11.000                                                      | 2011                                       |      | |
| Bambole Openair Festival                                   | Rock, Indie, Elektro, Reggae, Jazz, HipHop                                                                      | Schweiz, Zürich                                      | Winterthur                                                                                           |                                                                   | 1.500                                                       | 1996                                       |      | eintrittsfrei |
| Bang Your Head                                             | Metal | Deutschland, Baden-Württemberg                       | Balingen                                                                                             |                                                                   | 20.000                                                      | 1996                                       |      | |
| Barther Metal Open Air                                     | Metal | Deutschland, Mecklenburg-Vorpommern                  | Barth                                                                                                |                                                                   |                                                             | 1999                                       |      | |
| Bayreuther Barock                                          | Klassik | Deutschland, Bayern                                  | Bayreuth                                                                                             |                                                                   |                                                             | 2000                                       |      | |
| Bayreuther Festspiele                                      | Klassik | Deutschland, Bayern                                  | Bayreuth                                                                                             |                                                                   |                                                             |                                            |      | |
| Beatpatrol                                                 | Electro, Drum and Bass                                                                                          | Österreich, Niederösterreich                         | St. Pölten                                                                                           |                                                                   | 31.000 (2011)                                               | 2009                                       |      | |
| Beigang International Music Festival                       | Klassik | Taiwan                                               | |                                                                   |                                                             |                                            |      | |
| Bierchen und Bühnchen                                      | Rock, Punk, Swing, Funk, Indie, Pop, Jazz, Hip-Hop, Elektro                                                     | Deutschland, Bayern                                  | Nürnberg                                                                                             | April                                                             | bis max. 5000                                               | 2016                                       |      | eintrittsfrei, aber begrenztes Platzangebot                                                                                            |
| Biergarten-Festival                                        | Schlager, volkstümliche Musik                                                                                   | Deutschland, Thüringen                               | Katharinenberg, Eichsfeld                                                                            | Juli/August                                                       | bis zu 14.000                                               | 2020                                       |      | |
| Big Day Out                                                | Rock | Australien                                           | |                                                                   |                                                             | 1992                                       | 2014 | |
| Binger Open Air Festival                                   | Punk, Rock, Psychobilly, Folk, Ska, Metal                                                                       | Deutschland, Rheinland-Pfalz                         | Bingen am Rhein                                                                                      |                                                                   | 1.000–1500                                                  | 1989                                       |      | komplett ehrenamtlich und unkommerziell organisiert                                                                                    |
| Bizarre-Festival (einmalig auch als „Terremoto“)           | Rock | Deutschland, Nordrhein-Westfalen                     | Flughafen Niederrhein u. a.                                                                          |                                                                   |                                                             | 1987                                       | 2003 | |
| Black Troll Festival                                       | Pagan Metal, Viking Metal                                                                                       | Deutschland, Sachsen-Anhalt                          | Bornstedt, Burg Bornstedt                                                                            |                                                                   |                                                             | 2009                                       |      | |
| Blaubeurer Bardentreff                                     | Folk, Irish-Folk, Chansons, Songwriter, Volkslieder, Weltmusik, Lieder in Schwäbischen Dialekten                | Deutschland, Baden-Württemberg                       | Blaubeuren                                                                                           | August                                                            |                                                             | 2018                                       |      | eintrittsfrei; ehrenamtlich und unkommerziell organisiert - bei Regen in der Regel eine Woche später                                   |
| Bloodshed                                                  | Metal, Hardcore Punk                                                                                            | Niederlande, Noord-Brabant                           | Eindhoven                                                                                            |                                                                   | 2.000                                                       | 2000                                       |      | |
| Blues Festival Basel                                       | Blues | Schweiz, Basel                                       | Basel                                                                                                |                                                                   |                                                             | 1999                                       |      | |
| Blues in Lehrte                                            | Blues | Deutschland, Niedersachsen                           | Lehrte                                                                                               | Erster Samstag im September                                       | 1.000                                                       | 1984                                       |      | ehrenamtlich organisiert |
| Blues, Schmus & Apfelmus Blues Festival                    | Blues | Deutschland, Hessen                                  | Laubach                                                                                              |                                                                   |                                                             |                                            |      | |
| Blues’n’Jazz Rallye                                        | Blues, Jazz | Luxemburg                                            | Luxemburg                                                                                            |                                                                   | 60.000                                                      | 1999                                       |      | eintrittsfrei |
| Boom Festival                                              | elektronische Musik                                                                                             | Portugal                                             | |                                                                   | 20.000                                                      | 1997                                       |      | eine Biennale mit dem Konzept von Überkreuzungen verschiedener Kunstformen wie Musik, Skulpturen, Malerei und Theater                  |
| BootBooHook                                                | Rock, Indie | Deutschland, Niedersachsen                           | Hannover                                                                                             |                                                                   | 5.000 (2009)                                                | 2008                                       | 2012 | 2013 wurde das Festival wegen zu geringen Vorverkaufszahlen abgesagt. Der Veranstalter hatte daraufhin Insolvenz angemeldet.           |
| Brandenburgische Sommerkonzerte                            | Klassik | Deutschland, Brandenburg                             | wechselnde Spielorte                                                                                 |                                                                   |                                                             | 1990                                       |      | |
| Brass Wiesn                                                | Blasmusik | Deutschland, Bayern                                  | Eching                                                                                               |                                                                   | 20.000 (2022)                                               | 2013                                       |      | |
| Bregenzer Festspiele                                       | Klassik | Österreich, Vorarlberg                               | Bregenz                                                                                              |                                                                   |                                                             | 1946                                       |      | |
| Bremer Karneval                                            | Samba / Percussion                                                                                              | Deutschland, Bremen                                  | Bremen                                                                                               |                                                                   |                                                             | 1985                                       |      | |
| Brückenfestival                                            | Rock, Punk, Swing, Funk, Indie, Pop, Jazz, Hip-Hop, Elektro                                                     | Deutschland, Bayern                                  | Nürnberg                                                                                             | August                                                            | 20.000 (2017)                                               | 2001                                       |      | eintrittsfrei |
| Brucknerfest                                               | Klassik | Österreich, Oberösterreich                           | Linz                                                                                                 |                                                                   |                                                             | 1974                                       |      | |
| Brutal Assault                                             | Metal, Hardcore Punk                                                                                            | Tschechien                                           | Jaroměř                                                                                              |                                                                   | 18.000                                                      | 1996                                       |      | |
| Bubble Days Linz AG                                        | Drum&Bass, Hip-Hop, Rap, House, Reggae                                                                          | Österreich, Oberösterreich                           | Linz                                                                                                 | Juni                                                              | 45.000                                                      | 2011                                       |      | eintrittsfrei |
| Burgbrand Open Air                                         | Metal | Deutschland, Thüringen                               | Gerstungen, Ruine Brandenburg                                                                        | Anfang August                                                     | 1.000                                                       | 2019                                       |      | |
| Burg-Herzberg-Festival                                     | Rock | Deutschland, Hessen                                  | Breitenbach am Herzberg                                                                              |                                                                   | 12.000                                                      | 1968 1991                                  | 1973 | |
| Burg-Waldeck-Festivals                                     | Folk und Chanson                                                                                                | Deutschland, Rheinland-Pfalz                         | Burg Waldeck                                                                                         |                                                                   |                                                             | 1964                                       | 1969 | |
| Burgfolk Festival                                          | Folk | Deutschland, Nordrhein-Westfalen                     | Mülheim an der Ruhr, Schloss Broich                                                                  |                                                                   | 1.200                                                       | 2002                                       |      | |
| Burning Man                                                | Elektronische Musik                                                                                             | Vereinigte Staaten, Nevada                           | Black Rock Desert                                                                                    |                                                                   | 50.000                                                      | 1986                                       |      | Das Festival dauert acht Tage und endet traditionell am ersten Montag im September, dem amerikanischen Labor Day.                      |
| Buskers                                                    | Straßenmusik-Festival                                                                                           | Schweiz, Bern                                        | Bern                                                                                                 |                                                                   |                                                             |                                            |      | |
| c/o pop                                                    | Popmusik | Deutschland, Nordrhein-Westfalen                     | Köln                                                                                                 |                                                                   | 30.000, den Branchentreff besuchten etwa 1000 Fachbesucher. | 2004                                       |      | |
| Campus Festival                                            | Pop, Rock, Indie, Punk, Hip-Hop, Elektro                                                                        | Deutschland, Nordrhein-Westfalen                     | Bielefeld                                                                                            | Juni                                                              | 18.500 (2016)                                               | 2015                                       |      | |
| Canadian Music Week                                        | alle Musikrichtungen                                                                                            | Kanada, Ontario                                      | Toronto                                                                                              |                                                                   |                                                             | 1981                                       |      | |
| Carinthischer Sommer                                       | Klassik | Österreich, Kärnten                                  | Ossiach und Villach                                                                                  |                                                                   | 10.000                                                      | 1969                                       |      | |
| Chansonfest Berlin                                         | Chanson | Deutschland, Berlin                                  | Berlin                                                                                               |                                                                   |                                                             |                                            |      | |
| Chapella Open Air                                          | Rock | Schweiz, Graubünden                                  | Chapella zwischen S-chanf und Brail                                                                  |                                                                   |                                                             | 1981                                       |      | |
| Cheltenham Jazz Festival                                   | Jazz | Vereinigtes Königreich, South West England           | Cheltenham                                                                                           | Mai                                                               | 14.600 (2008)                                               | 1996                                       |      | |
| Chiemsee Reggae Summer                                     | Reggae | Deutschland, Bayern                                  | Übersee                                                                                              |                                                                   | 25.000                                                      | 1994                                       |      | Anreise mit Zug in Eintrittskarte inbegriffen                                                                                          |
| Christmas Rock Night                                       | Christlicher Rock                                                                                               | Deutschland, Nordrhein-Westfalen                     | Ennepetal                                                                                            |                                                                   | 1.500 (2000)                                                | 1980                                       |      | |
| Creamfields                                                | Techno | Vereinigtes Königreich, North West England           | Liverpool                                                                                            |                                                                   | 40.000                                                      | 1998                                       |      | |
| CTM Festival                                               | Elektronische Musik                                                                                             | Deutschland, Berlin                                  | Berlin                                                                                               |                                                                   | 13.000                                                      | 1999                                       |      | Ehemals: club transmediale |
| D’Accord, das Klassikfestival                              | Klassik, Kammermusik                                                                                            | Deutschland, Bayern                                  | Mittelfranken, Dinkelsbühl, Rednitzhembach, Leutershausen, München                                   | April, Mai                                                        |                                                             | 2014                                       |      | Kooperation mit der Bfs Musik Dinkelsbühl                                                                                              |
| Da Capo! Open Air im Schlosshof Alzey                      | Comedy, Klassik, Pop                                                                                            | Deutschland, Rheinland-Pfalz                         | Alzey                                                                                                | August                                                            | 2.400–6.000                                                 | 1997                                       |      | |
| Dalheimer Sommer                                           | Klassik, Alte Musik                                                                                             | Deutschland, Nordrhein-Westfalen                     | Lichtenau Kloster Dalheim                                                                            |                                                                   | 6.000                                                       | 1996                                       |      | thematische Anbindung des Festivals an das Museum im Kloster Dalheim                                                                   |
| Dance Valley                                               | Techno | Niederlande, Nordholland                             | Spaarnwoude                                                                                          |                                                                   | 20.000 (2001)                                               | 1995                                       |      | |
| Darmstädter Residenzfestspiele                             | Klassik | Deutschland, Hessen                                  | Darmstadt                                                                                            |                                                                   |                                                             | 2001                                       |      | |
| Defqon.1 Australia                                         | Hardstyle, Hardcore Techno, Jump, Hardtrance, Techno                                                            | Australien                                           | Sydney                                                                                               |                                                                   |                                                             | 2009                                       | 2018 | |
| Defqon.1 Festival                                          | Hardstyle, Hardcore Techno, Jump, Hardtrance, Techno                                                            | Niederlande, Flevoland                               | Biddinghuizen                                                                                        |                                                                   | 62.500                                                      | 2003                                       |      | 2003–2010: Almere |
| Deichbrand                                                 | Rock | Deutschland, Niedersachsen                           | Cuxhaven                                                                                             |                                                                   | 45.000                                                      | 2004                                       |      | |
| Deutsches Jazzfestival                                     | Jazz | Deutschland, Hessen                                  | Frankfurt am Main                                                                                    |                                                                   |                                                             | 1953                                       |      | |
| Discofestival                                              | Elektronische Musik                                                                                             | Deutschland, Hessen                                  | Kassel                                                                                               |                                                                   | 12.000 (2008)                                               | 2005                                       |      | |
| Docklands                                                  | Elektronische Musik                                                                                             | Deutschland, Nordrhein-Westfalen                     | Münster                                                                                              |                                                                   | 15.000 (2022)                                               | 2010                                       |      | |
| Dominator                                                  | Hardcore Techno, Hardstyle, Industrial Terror                                                                   | Niederlande, Nordbrabant                             | Eersel                                                                                               |                                                                   |                                                             |                                            |      | |
| Domkonzerte Königslutter                                   | Klassik und andere Genres                                                                                       | Deutschland, Niedersachsen                           | Königslutter am Elm                                                                                  | September                                                         |                                                             | 1980                                       |      | |
| Donaueschinger Musiktage                                   | Neue Musik | Deutschland, Baden-Württemberg                       | Donaueschingen                                                                                       |                                                                   |                                                             |                                            |      | |
| Donaufestival                                              | Performance, experimentelle Musik                                                                               | Österreich, Niederösterreich                         | Krems                                                                                                |                                                                   |                                                             |                                            |      | |
| Donaufestwochen                                            | Klassik / Alte Musik                                                                                            | Österreich. Oberösterreich                           | Strudengau                                                                                           |                                                                   |                                                             | 1995                                       |      | Bühne der Alten Musik mit Kontrapunkten                                                                                                |
| Doom Shall Rise                                            | Doom Metal | Deutschland, Baden-Württemberg                       | Göppingen                                                                                            |                                                                   | 680 (2013)                                                  | 2003                                       | 2013 | |
| Download-Festival                                          | Metal | Vereinigtes Königreich, East Midlands                | Donington Park                                                                                       |                                                                   |                                                             | 2003                                       |      | |
| Dresdner Musikfestspiele                                   | Klassik | Deutschland, Sachsen                                 | Dresden                                                                                              | Mai, Juni, September                                              | 60.000 (2023)                                               | 1978                                       |      | |
| Drüben auf dem Hügel                                       | Indiemusik | Deutschland, Sachsen                                 | verschiedene                                                                                         | Juli                                                              | 750                                                         | 2012                                       | 2015 | |
| drumherum                                                  | Volksmusik | Deutschland, Bayern                                  | Regen                                                                                                | Pfingst- wochenende                                               | 45.000                                                      | 1998                                       |      | Jedes gerade Jahr. |
| e-Lake festival                                            | Elektro / Hip-Hop                                                                                               | Luxemburg                                            | Echternach                                                                                           |                                                                   | 22.000                                                      | 1983                                       |      | eintrittsfrei |
| Earthshaker-Festival                                       | Metal | Deutschland, Bayern                                  | verschiedene Orte                                                                                    |                                                                   |                                                             | 2003                                       | 2008 | |
| Ebracher Musiksommer                                       | Klassik | Deutschland, Bayern                                  | Ebrach, Kloster Ebrach                                                                               |                                                                   |                                                             |                                            |      | |
| Echelon (Festival)                                         | Electro, House, Techno                                                                                          | Deutschland, Bayern                                  | Bad Aibling, Bad Aibling Station                                                                     | August                                                            | 25.000                                                      | 2009                                       |      | |
| Eclat                                                      | Neue Musik | Deutschland, Baden-Württemberg                       | Stuttgart                                                                                            | Februar                                                           |                                                             | 1980                                       |      | |
| Eier mit Speck                                             | Rock | Deutschland, Nordrhein-Westfalen                     | Viersen                                                                                              |                                                                   | 4.000                                                       | 2006                                       |      | eintrittsfreies Frühstück für alle Festivalbesucher                                                                                    |
| Einhaldenfestival                                          | Jazz, Weltmusik, Salonmusik, Musik-Kabarett                                                                     | Deutschland, Baden-Württemberg                       | Oberschwaben, Bauernhof Einhalden                                                                    |                                                                   | 4.000                                                       | 2004                                       |      | |
| Electrisize                                                | Electro, Tech-House, Techno, Hardstyle                                                                          | Deutschland, Nordrhein-Westfalen                     | Erkelenz                                                                                             | August                                                            | 40.000 (2022)                                               | 2009                                       |      | Elektronisches Musikfestival |
| electro magnetic                                           | Elektro | Deutschland, Saarland                                | Völklingen                                                                                           |                                                                   | 8.000                                                       | 2012                                       |      | |
| Elements of Rock                                           | Metal | Schweiz, Zürich                                      | Uster                                                                                                |                                                                   |                                                             | 2004                                       |      | Christlicher Metal |
| Em Bebbi sy Jazz                                           | Jazz | Schweiz, Basel                                       | Basel                                                                                                |                                                                   | 50.000                                                      | 1984                                       |      | eintrittsfrei |
| enercity swinging hannover                                 | Jazz | Deutschland, Niedersachsen                           | Hannover                                                                                             |                                                                   |                                                             | 1966                                       |      | |
| Enjoy Jazz                                                 | Jazz | Deutschland, Baden-Württemberg und Rheinland-Pfalz   | Mannheim, Heidelberg, Ludwigshafen am Rhein                                                          | Oktober – November                                                | 26.000                                                      | 1999                                       |      | |
| Eschweiler Music Festival                                  | Rock | Deutschland, Nordrhein-Westfalen                     | Eschweiler                                                                                           |                                                                   | 10.000                                                      | 1992                                       |      | eintrittsfrei |
| EselRock                                                   | Rock | Deutschland, Nordrhein-Westfalen                     | Wesel                                                                                                |                                                                   | 10.000                                                      | 2008                                       |      | Umsonst und draußen |
| Europäische Sommerlounge                                   | Pop, Rock | Deutschland, Baden-Württemberg                       | Pforzheim                                                                                            |                                                                   | 20.000                                                      | 2007                                       |      | Umsonst und draußen |
| Fährmannsfest Hannover                                     | Rock | Deutschland, Niedersachsen                           | Hannover                                                                                             |                                                                   | 10.000                                                      | 1983                                       |      | |
| Fano Jazz by the Sea                                       | Jazz | Italien, Marken                                      | Fano                                                                                                 | Juli                                                              | 35.000 (2022)                                               | 1993                                       |      | |
| Fashion & Music                                            | Pop, Rock | Deutschland, Baden-Württemberg                       | Metzingen                                                                                            | Juli                                                              | 80.000                                                      | 2011                                       |      | Kostenloses Festival der Outletcity Metzingen                                                                                          |
| FEK9                                                       | Deutschrock | Deutschland, Bayern                                  | Geiselwind                                                                                           |                                                                   |                                                             | 2009                                       |      | |
| Fest der Völker                                            | Rechtsrock | Deutschland, Thüringen                               | Jena                                                                                                 |                                                                   |                                                             | 2005                                       |      | |
| Festival Europäische Kirchenmusik                          | Klassik | Deutschland, Baden-Württemberg                       | Schwäbisch Gmünd                                                                                     |                                                                   | 15.000                                                      | 1989                                       |      | |
| Festival Interceltique de Lorient                          | Folk | Frankreich, Bretagne                                 | Lorient                                                                                              |                                                                   |                                                             | 1970                                       |      | |
| Festival International Théodore Gouvy                      | Klassik | Frankreich, Grand-Est                                | Hombourg-Haut                                                                                        |                                                                   | 3.000                                                       | 1995                                       |      | |
| Festival Orgel PLUS                                        | Klassik | Deutschland, Nordrhein-Westfalen                     | Bottrop                                                                                              |                                                                   |                                                             | 1989                                       |      | |
| Festival-Mediaval                                          | Medieval, Folk Rock, Mittelalter-Rock usw.                                                                      | Deutschland, Bayern                                  | Selb                                                                                                 | September                                                         | 27.000                                                      | 2008–                                      |      | |
| festivalkult!                                              | Rock, Psytrance                                                                                                 | Deutschland, Nordrhein-Westfalen                     | Porta Westfalica                                                                                     |                                                                   | 20.000                                                      | 1975 (damals in Vlotho)                    |      | eintrittsfrei, eines der ersten Umsonst-und-draußen-Festivals                                                                          |
| Festspiele Europäische Wochen Passau                       | Klassik | Deutschland, Bayern                                  | Passau                                                                                               | Juni, Juli                                                        |                                                             | 1952                                       |      | |
| Festspiele Mecklenburg-Vorpommern                          | Klassik | Deutschland, Mecklenburg-Vorpommern                  | diverse Spielorte in Mecklenburg-Vorpommern                                                          | Juni – September                                                  | 85.000                                                      | 1990                                       |      | |
| Festspiele Zürich                                          | Klassik, Jazz                                                                                                   | Schweiz, Zürich                                      | Zürich                                                                                               | Juni / Juli                                                       | 74.000 (2013)                                               | 1996                                       |      | |
| Fête de la Musique                                         | Diverses | weltweit                                             | |                                                                   |                                                             | 1982                                       |      | eintrittsfrei |
| Feuertanz Festival                                         | Rock, Schwarze Szene                                                                                            | Deutschland, Bayern                                  | Abenberg                                                                                             | Juni                                                              | 4.000                                                       | 2001                                       |      | |
| Fimbul Festival                                            | Metal | Deutschland, Bayern                                  | Fürth                                                                                                |                                                                   |                                                             | 2009                                       |      | |
| FLOSS Festival                                             | diverse | Schweiz, Basel                                       | Basel                                                                                                | August                                                            | 50.000                                                      | 2000                                       |      | eintrittsfrei |
| Flower Piano                                               | Klaviermusik | Vereinigte Staaten                                   | San Francisco                                                                                        | Juli                                                              | 40.000 (2016)                                               | 2015                                       |      | |
| Folkest                                                    | Folk | Italien, Spilimbergo und Provinz Friaul              | |                                                                   |                                                             | 1979                                       |      | |
| Folklorefest                                               | Folk- und Weltmusik                                                                                             | Deutschland, Nordrhein-Westfalen                     | Krefeld                                                                                              | letztes NRW-Sommerferien-Wochenende                               | 12.000 (2016)                                               | 1978                                       |      | ältestes und größtes Umsonst & Draußen-Festival für Folk- und Weltmusik. Kein Camping!                                                 |
| Folklore Wiesbaden                                         | Indie-Rock, Pop, Hip-Hop                                                                                        | Deutschland, Hessen                                  | Wiesbaden                                                                                            | Letztes Wochenende im August                                      | 30.000 (2012)                                               | 1976                                       |      | |
| Folklorum                                                  | Folk, Weltmusik, Blues, Art Pop, Latin, Liedermaching, Pagan-Folk, Folk Rock, Polka Rock                        | Deutschland, Sachsen                                 | Neißeaue                                                                                             | Erstes Wochenende im September                                    | 18.000 (2013)                                               | 1994                                       |      | |
| Force Attack                                               | Punk | Deutschland, Mecklenburg-Vorpommern                  | Klingendorf                                                                                          |                                                                   |                                                             | 1997                                       |      | |
| Forestglade                                                | Rock | Österreich, Burgenland                               | Wiesen                                                                                               |                                                                   |                                                             | 1995                                       |      | |
| Forum Gitarre Wien                                         | Klassik | Österreich, Wien                                     | Wien                                                                                                 |                                                                   |                                                             | 1992                                       |      | |
| Fränkische Musiktage Alzenau                               | Klassik (Chor- und Orchesterkonzerte, Recitals, Kammermusik-Akademien, Literaturkonzerte, Chansonabende u. a.)  | Deutschland, Bayern                                  | Alzenau                                                                                              |                                                                   |                                                             | 1976                                       |      | einmonatiges jährliches Festival (Oktober / November) verschiedener klassischer Gattungen mit wechselndem Themenbezug                  |
| Freakstock                                                 | Christliche Musik                                                                                               | Deutschland, Thüringen                               | Gotha                                                                                                |                                                                   | 6.000                                                       | 1995                                       |      | |
| Free for All Festival                                      | Rock, Metal, Electro                                                                                            | Deutschland, Niedersachsen                           | Stapelmoor                                                                                           | Juli                                                              | 8.000                                                       | 2005                                       |      | |
| Frequenzen Festival                                        | Weltmusik | Deutschland, Schleswig-Holstein                      | Meldorf                                                                                              |                                                                   |                                                             | 2006                                       |      | eintrittsfrei |
| Full Force                                                 | Metal, Punk, Hardcore, Metalcore, Rock                                                                          | Deutschland, Sachsen-Anhalt                          | Ferropolis                                                                                           | Juni                                                              | 20.000 (2022)                                               | 1994                                       |      | größtes Metal- und Hardcore-Festival in Ostdeutschland                                                                                 |
| Fusion Festival                                            | Electro, Drum’n'Bass, Diverses, Kunst                                                                           | Deutschland, Mecklenburg-Vorpommern                  | Lärz                                                                                                 |                                                                   | 80.000 (2023)                                               | 1997                                       |      | |
| G! Festival                                                | Rock | Dänemark, Färöer                                     | Syðrugøta                                                                                            |                                                                   | 6.000                                                       | 2002                                       |      | |
| GAIA Kammermusikfestival                                   | Klassik | Schweiz, Bern                                        | Thun                                                                                                 |                                                                   |                                                             | 2006                                       |      | Meisterklassen sind Gasthörern frei zugänglich                                                                                         |
| Glatt & Verkehrt                                           | World Music | Österreich                                           | Krems an der Donau                                                                                   |                                                                   | 6.000 (2015)                                                | 1996                                       |      | |
| Glyndebourne-Festival                                      | Klassik | Vereinigtes Königreich, South East England           | Glyndebourne                                                                                         |                                                                   |                                                             |                                            |      | |
| Gods of Metal                                              | Metal | Italien, Lombardei                                   | Mailand                                                                                              |                                                                   |                                                             | 1997                                       |      | |
| Goldgelb                                                   | Blues, Jazz, Country u. a.                                                                                      | Deutschland, Baden-Württemberg                       | Aichwald                                                                                             |                                                                   | 21.000                                                      | 2003                                       |      | eintrittsfrei |
| G.O.N.D.                                                   | Deutschrock | Deutschland, Bayern                                  | Rieden (Oberpfalz) bis 2022; Lausitzring (Sachsen) 2023; Flughafen Obermehler (Thüringen) 2024, 2025 |                                                                   | 20.000                                                      | 2006                                       |      | |
| Greenville Festival                                        | diverse | Deutschland, Brandenburg                             | Paaren im Glien bei Berlin                                                                           |                                                                   |                                                             | 2012                                       |      | |
| Grimmaer Liederflut                                        | Weltmusik | Deutschland, Sachsen                                 | Grimma                                                                                               |                                                                   | 12.000                                                      | 2004                                       |      | |
| Groezrock                                                  | Punk, Hardcore Punk                                                                                             | Belgien, Flandern                                    | Meerhout                                                                                             |                                                                   | 30.000                                                      | 1992                                       |      | |
| Gurtenfestival                                             | Rock, Pop, Elektro, Indie, Rap etc.                                                                             | Schweiz, Bern                                        | Bern                                                                                                 |                                                                   | 79.000                                                      | 1977                                       |      | |
| Haigern Live!                                              | diverse | Deutschland, Baden-Württemberg                       | Talheim                                                                                              |                                                                   | 25.000 (2022)                                               | 2009                                       |      | Benefizfestival, dessen Erlöse der „Kinderfreizeit Haigern“ zugutekommen.                                                              |
| Halberg Open Air                                           | Rock, Pop | Deutschland, Saarland                                | Saarbrücken                                                                                          |                                                                   | 18.000 (2011)                                               |                                            | 2017 | eintrittsfrei |
| Haldern Pop                                                | Rock | Deutschland, Nordrhein-Westfalen                     | Haldern                                                                                              |                                                                   | 5.000                                                       | 1982                                       |      | |
| Händel-Festspiele Halle                                    | Barockmusik | Deutschland, Sachsen-Anhalt                          | Halle (Saale)                                                                                        | Juni                                                              | 58.000 (2019)                                               | 1922                                       |      | Festspiele zu Ehren des in Halle (Saale) geborenen Komponisten Georg Friedrich Händel                                                  |
| Hart van Windhoek                                          | Afrikaans-Pop                                                                                                   | Namibia                                              | Windhoek                                                                                             |                                                                   | 15.000 (2010)                                               | 2010                                       |      | |
| Harzburger Musiktage                                       | Klassik | Deutschland, Niedersachsen                           | Bad Harzburg                                                                                         | Juni                                                              |                                                             | 1970                                       |      | 1988 Anerkennung als Internationale Festspiele.                                                                                        |
| Havelländische Musikfestspiele                             | Klassik | Deutschland, Brandenburg                             | wechselnde Spielorte                                                                                 |                                                                   |                                                             | 2001                                       |      | Konzerte vor der Kulisse regionaler Schlösser, Gutshöfe und Kirchen                                                                    |
| Haydn Festspiele                                           | Klassik | Österreich, Burgenland                               | Eisenstadt                                                                                           |                                                                   |                                                             |                                            |      | |
| Headbanger Open Air                                        | Metal | Deutschland, Schleswig-Holstein                      | Brande-Hörnerkirchen                                                                                 | Juli                                                              | 2500                                                        | 1997                                       |      | |
| Heidelberger Frühling                                      | Klassik | Deutschland, Baden-Württemberg                       | Heidelberg                                                                                           |                                                                   | 40.000                                                      | 1997                                       |      | |
| Heimatklänge                                               | Weltmusik | Deutschland, Berlin                                  | Berlin                                                                                               |                                                                   |                                                             |                                            |      | |
| Heinrich-Schütz-Musikfest                                  | Alte Musik – Musik der Zeit von Heinrich Schütz                                                                 | Deutschland, Sachsen                                 | Bad Köstritz, Weißenfels, Dresden                                                                    |                                                                   |                                                             | 1998                                       |      | |
| Heitere Open Air                                           | Pop, Rock | Schweiz, Aargau                                      | Zofingen                                                                                             |                                                                   | 35.000                                                      | 1991                                       |      | |
| Helene Beach Festival                                      | Pop, Rock, Hip-Hop, Electro                                                                                     | Deutschland, Brandenburg                             | Frankfurt (Oder)                                                                                     |                                                                   | 25.000                                                      | 2011                                       |      | |
| Herbstliche Musiktage Bad Urach                            | Klassik | Deutschland, Baden-Württemberg                       | Bad Urach                                                                                            | September / Oktober                                               | 3.100                                                       | 1981                                       |      | |
| Herzberger Schlosskonzerte                                 | Klassik u. a. Genres                                                                                            | Deutschland, Niedersachsen                           | Herzberg am Harz                                                                                     | Ganzjährig                                                        | 1.000                                                       | 1986                                       |      | Rittersaal im Welfenschloss Herzberg                                                                                                   |
| Hexentanz-Festival                                         | Mittelalterrock, Metal, Schwarze Szene                                                                          | Deutschland, Saarland                                | Losheim am See                                                                                       |                                                                   | 5.000                                                       | 2004                                       |      | |
| Highfield-Festival                                         | Rock, Punk | Deutschland, Sachsen                                 | Großpösna                                                                                            |                                                                   | 25.000                                                      | 1997                                       |      | |
| Hip Hop Kemp                                               | Hip-Hop / Rap                                                                                                   | Tschechien                                           | Hradec Králové                                                                                       |                                                                   |                                                             | 2001                                       |      | |
| Hodokvas                                                   | Rock | Slowakei, Trnavský kraj                              | Piešťany                                                                                             |                                                                   | 20.000                                                      | 1999                                       |      | |
| Höpen Air                                                  | Rock | Deutschland, Niedersachsen                           | Schneverdingen                                                                                       |                                                                   | 3.000                                                       | 1985                                       |      | |
| Huisgenoot Skouspel                                        | Afrikaanser Pop                                                                                                 | Südafrika                                            | |                                                                   | 15.000                                                      |                                            |      | |
| Hultsfredfestival                                          | Rock | Schweden, Kalmar län                                 | Hultsfred                                                                                            |                                                                   | 30.000                                                      | 1986                                       |      | |
| Hurricane Festival                                         | Rock | Deutschland, Niedersachsen                           | Scheeßel                                                                                             |                                                                   | 70.000                                                      | 1997                                       |      | |
| Iceland Airwaves                                           | Rock | Island, Höfuðborgarsvæðið                            | Reykjavík                                                                                            |                                                                   | 28.000                                                      | 1999                                       |      | |
| Idstein JazzFestival                                       | Jazz | Deutschland, Hessen                                  | Idstein                                                                                              |                                                                   |                                                             |                                            |      | |
| Ikarus Festival                                            | Techno, Trance, Electro                                                                                         | Deutschland, Bayern                                  | Memmingerberg                                                                                        | Mai/Juni                                                          | 91.000 (2023)                                               | 2015                                       |      | Jährlich am Flughafen Memmingen an Pfingsten; ab 2019 über vier Tage, 2023 über 3 Tage.                                                |
| Ilosaarirock                                               | Rock | Finnland, Ostfinnland                                | Joensuu                                                                                              |                                                                   | 21.000                                                      | 1971                                       |      | |
| Immergut Festival                                          | Rock, Indie, Pop                                                                                                | Deutschland, Mecklenburg-Vorpommern                  | Neustrelitz                                                                                          |                                                                   | 5.000                                                       | 2000                                       |      | |
| Impericon Festivals                                        | Metal, Hardcore Punk und Subgenres                                                                              | International                                        | wechselnde Orte                                                                                      | April – Mai                                                       | 5.000                                                       | 2011                                       |      | mehrere Festivals innerhalb eines Jahres                                                                                               |
| In Guitar Festival Winterthur                              | | Schweiz, Zürich                                      | Winterthur                                                                                           |                                                                   |                                                             |                                            |      | |
| Indian Spirit                                              | Trance | Deutschland, Brandenburg                             | Heiligengrabe                                                                                        |                                                                   |                                                             | 1999                                       |      | |
| Indie Sunset                                               | Independent Music                                                                                               | Österreich, Tirol                                    | Kufstein                                                                                             |                                                                   | 500                                                         | 2010                                       |      | |
| Innsbrucker Festwochen der Alten Musik                     | Klassik | Österreich, Tirol                                    | Innsbruck                                                                                            |                                                                   |                                                             | 1976                                       |      | |
| INNtöne Jazzfestival                                       | Jazz | Österreich, Oberösterreich                           | Diersbach                                                                                            |                                                                   |                                                             |                                            |      | |
| International Junior Art Festival                          | International                                                                                                   | Südkorea, Gangwon                                    | Gangneung                                                                                            |                                                                   |                                                             | 2002                                       |      | |
| Internationale Barocktage Stift Melk                       | Klassik | Österreich, Niederösterreich                         | Stift Melk                                                                                           |                                                                   |                                                             | 1991                                       |      | |
| Internationale Händel-Festspiele Göttingen                 | Klassik (Barock)                                                                                                | Deutschland, Niedersachsen                           | Göttingen                                                                                            | Mai                                                               | 14.000 (2018)                                               | 1920                                       |      | Das weltweit älteste Festival für Alte Musik. 75 Veranstaltungen 2018                                                                  |
| Internationale Jazzwoche Burghausen                        | Jazz | Deutschland, Bayern                                  | Burghausen                                                                                           |                                                                   |                                                             |                                            |      | |
| Internationale Orgelwoche Nürnberg                         | Geistliche Musik                                                                                                | Deutschland, Bayern                                  | Nürnberg                                                                                             | Mai – Juni                                                        | 15.000 (2019)                                               | 1951                                       |      | auch als Europas Fest Geistlicher Musik bezeichnet, gehört zu den größten und ältesten Musikfesten dieser Art in Europa                |
| Internationale Sonneberger Jazztage                        | Jazz | Deutschland, Thüringen                               | Sonneberg                                                                                            |                                                                   |                                                             | 1986                                       |      | |
| Internationales Beethovenfest Bonn                         | Klassik | Deutschland, Nordrhein-Westfalen und Rheinland-Pfalz | verschiedene Spielorte                                                                               |                                                                   |                                                             |                                            |      | |
| Internationales Festival für Vokalmusik „a cappella“       | A cappella | Deutschland, Sachsen                                 | Leipzig                                                                                              |                                                                   | 4.000 (2008)                                                | 1997                                       |      | |
| Internationales Folklorefestival Lausitz                   | Folk | Deutschland, Sachsen                                 | Crostwitz/Bautzen/Drachhausen                                                                        |                                                                   | 10.000                                                      | 1995                                       |      | |
| Internationales Jazzfestival Bern                          | Jazz | Schweiz, Bern                                        | Bern                                                                                                 |                                                                   |                                                             |                                            |      | |
| Internationales Musikfestival Český Krumlov                | Klassik | Tschechien                                           | Český Krumlov                                                                                        |                                                                   |                                                             | 1992                                       |      | |
| Internationales Straßenmusikfestival Baden-Württemberg     | Diverses | Deutschland, Baden-Württemberg                       | Ludwigsburg                                                                                          | Pfingsten                                                         |                                                             | 2001                                       |      | |
| Isle of Wight Festival                                     | Rock | Vereinigtes Königreich, South East England           | Isle of Wight                                                                                        |                                                                   |                                                             | 1968 bis 1970, ab 2002                     |      | |
| Jazz à Juan                                                | Jazz | Frankreich, Provence                                 | Antibes                                                                                              |                                                                   |                                                             |                                            |      | |
| Jazz an der Donau                                          | Jazz, Pop, Blues                                                                                                | Deutschland, Bayern                                  | Straubing                                                                                            |                                                                   | 20.000 (2009)                                               | 1987                                       |      | jährlich im Juli |
| Jazz Fest Wien                                             | Jazz | Österreich, Wien                                     | Wien                                                                                                 | Juni/Juli                                                         |                                                             |                                            |      | |
| Jazz in der Altstadt                                       | Jazz | Österreich, Salzburg                                 | Salzburg                                                                                             |                                                                   |                                                             |                                            |      | |
| Jazz in der Kirche                                         | Jazz | Deutschland, Nordrhein-Westfalen                     | Mönchengladbach                                                                                      |                                                                   |                                                             |                                            |      | |
| Jazz in Marciac                                            | Jazz | Frankreich, Midi-Pyrénées                            | Marciac                                                                                              |                                                                   |                                                             |                                            |      | |
| Jazz Meeting Berlin                                        | Jazz | Deutschland, Berlin                                  | Berlin                                                                                               |                                                                   |                                                             |                                            |      | |
| Jazz over Villach                                          | Jazz | Österreich, Kärnten                                  | Villach                                                                                              |                                                                   |                                                             |                                            |      | |
| JazzBaltica                                                | Jazz | Deutschland, Schleswig-Holstein                      | Salzau                                                                                               |                                                                   |                                                             | 1991                                       |      | |
| Jazzfest Berlin                                            | Jazz | Deutschland, Berlin                                  | Berlin                                                                                               |                                                                   |                                                             |                                            |      | |
| Jazzfest Rottweil                                          | Jazz | Deutschland, Baden-Württemberg                       | Rottweil                                                                                             |                                                                   |                                                             | 1985                                       |      | |
| Jazzfestival Saalfelden                                    | Jazz | Österreich, Salzburg                                 | Saalfelden am Steinernen Meer                                                                        |                                                                   |                                                             | 1979                                       |      | |
| Jazzfestival Stimmenfang                                   | Jazz | Deutschland, Bayern                                  | Nürnberg                                                                                             |                                                                   | 3.000 (2007)                                                | 2005                                       |      | |
| Jazzfestival Viersen                                       | Jazz | Deutschland, Nordrhein-Westfalen                     | Viersener Festhalle                                                                                  |                                                                   |                                                             |                                            |      | |
| Jazzmeile Thüringen                                        | Jazz | Deutschland, Thüringen                               | verschiedene Spielorte                                                                               |                                                                   | 22.000                                                      | 1994                                       |      | jährlich im Herbst in verschiedenen Thüringer Städten                                                                                  |
| Jazzopen Stuttgart                                         | Jazz | Deutschland, Baden-Württemberg                       | Stuttgart                                                                                            |                                                                   |                                                             |                                            |      | |
| Jazz-Sommer Graz                                           | Jazz | Österreich, Steiermark                               | Graz                                                                                                 |                                                                   |                                                             |                                            |      | |
| Jenseits von Millionen                                     | Indie, Rock, Pop                                                                                                | Deutschland, Brandenburg                             | Friedland                                                                                            |                                                                   | 1.000                                                       | 2005                                       |      | |
| Jimi-Hendrix-Revival-Festival                              | Rock | Deutschland, Schleswig-Holstein                      | Fehmarn                                                                                              |                                                                   | 10.000                                                      | 1995                                       |      | eintrittsfrei |
| Jokerfest                                                  | Rock | Deutschland, Nordrhein-Westfalen                     | Hamminkeln                                                                                           |                                                                   | 3.000                                                       | 2001                                       |      | Bikerfestival mit Custombike-Show |
| Jübek Open Air                                             | Rock, Pop, Alternative                                                                                          | Deutschland, Schleswig-Holstein                      | Jübek                                                                                                |                                                                   | 3.000                                                       | 2010                                       |      | Vorgängerveranstaltung 1986–1997 zuletzt mit Schwerpunkt Metal                                                                         |
| Juicy Beats                                                | Alternative Musik (teilweise elektronisch)                                                                      | Deutschland, Nordrhein-Westfalen                     | Dortmund                                                                                             |                                                                   | 25.000                                                      | 1996                                       |      | |
| Kammermusikfest Lockenhaus                                 | Klassik | Österreich, Burgenland                               | Lockenhaus                                                                                           | Juli                                                              |                                                             | 1981                                       |      | Auf der Burg Lockenhaus und in der Pfarrkirche Lockenhaus                                                                              |
| Kasseler Musiktage                                         | Klassik | Deutschland, Hessen                                  | Kassel                                                                                               |                                                                   | 7.000                                                       | 1933                                       |      | |
| K.A.Z. Open Air                                            | Punk, Rock | Deutschland, Nordrhein-Westfalen                     | Herne                                                                                                |                                                                   |                                                             | 2007                                       |      | Umsonst und draußen |
| Keep It True                                               | Metal | Deutschland, Baden-Württemberg                       | Lauda-Königshofen                                                                                    |                                                                   | 2.000                                                       | 2003                                       |      | |
| Kissinger Sommer                                           | Klassik | Deutschland, Bayern                                  | Bad Kissingen                                                                                        |                                                                   |                                                             | 1986                                       |      | |
| KlangArt                                                   | Experimental, Elektronik, Pop/Rock/Jazz, Klassik                                                                | Deutschland, Niedersachsen                           | Osnabrück                                                                                            |                                                                   |                                                             | 1991                                       | 2001 | Biennale zum Thema Musik und Elektronik                                                                                                |
| Klangbad Festival                                          | Rock | Deutschland, Baden-Württemberg                       | Scheer                                                                                               |                                                                   |                                                             | 2003                                       |      | |
| KlangBogen Wien                                            | Klassik | Österreich, Wien                                     | Wien                                                                                                 |                                                                   |                                                             |                                            |      | |
| Klangspuren                                                | Klassik | Österreich, Tirol                                    | Schwaz                                                                                               |                                                                   |                                                             |                                            |      | |
| Klangtherapie Festival                                     | Electro, Techno, Techhouse                                                                                      | Deutschland, Bayern                                  | Plankenfels                                                                                          |                                                                   | 3.500 (2017)                                                | 2003                                       |      | |
| Knock Out Festival                                         | Metal | Deutschland                                          | Karlsruhe                                                                                            | Dezember                                                          | 5.000 2023                                                  | 2005                                       |      | |
| KOMMZ                                                      | Rock | Deutschland, Bayern                                  | Aschaffenburg                                                                                        |                                                                   |                                                             | 1975                                       |      | |
| Köpenicker Blues und Jazz Festival                         | Jazz | Deutschland, Berlin                                  | Berlin                                                                                               |                                                                   |                                                             |                                            |      | |
| Krach am Bach (Beelen)                                     | Alternative, Experimental, Indie                                                                                | Deutschland, Nordrhein-Westfalen                     | Beelen                                                                                               | August                                                            | 3.000                                                       | 1994                                       |      | |
| Krach am Bach (Prölsdorf)                                  | Punk, Hardcore Punk                                                                                             | Deutschland, Bayern                                  | Prölsdorf                                                                                            | August                                                            | 1.500 (2022)                                                | 2006                                       |      | |
| Kufstein Unlimited                                         | POP Rock | Österreich, Tirol                                    | Kufstein                                                                                             | Juni                                                              | 25.000 (2016)                                               | 2011                                       |      | eintrittsfrei, 3 Bühnen |
| Kunstfestspiele Herrenhausen                               | Neue Musik, Klassik, Theater, Tanz, Bildende Kunst                                                              | Deutschland, Niedersachsen                           | Hannover                                                                                             | Mai                                                               | 10.000                                                      | 2010                                       |      | jährlich, rund um die Herrenhäuser Gärten                                                                                              |
| KuRT Festival                                              | Umsonst & Draußen Festival                                                                                      | Deutschland, Baden-Württemberg,                      | Reutlingen                                                                                           |                                                                   |                                                             | 2007                                       |      | |
| Kurt-Weill-Fest                                            | Musikfest der klassischen Moderne                                                                               | Deutschland, Sachsen-Anhalt,                         | Dessau-Roßlau                                                                                        |                                                                   |                                                             | 1993                                       |      | jährlich um den Geburtstag von Kurt Weill am 2. März                                                                                   |
| La Folle Journée                                           | Klassik | Frankreich, Loire                                    | Nantes                                                                                               |                                                                   |                                                             |                                            |      | |
| Laut gegen Rechts – Nazis aus dem Takt bringen             | Rock, Pop | Deutschland, Mecklenburg-Vorpommern                  | Schwerin                                                                                             |                                                                   | 15.000                                                      | 2006, 2007 und 2011                        |      | Freier Eintritt |
| Lautfeuer                                                  | Rock, Indie | Deutschland, Niedersachsen                           | Lingen (Ems)                                                                                         | Mai                                                               | 10.000 (2023)                                               | 1981                                       |      | |
| Leipziger Jazztage                                         | Jazz | Deutschland, Sachsen                                 | Leipzig                                                                                              |                                                                   |                                                             |                                            |      | |
| Let It Roll                                                | Drum & Bass | Tschechien, Mittelböhmische Region                   | Milovice nad Labem                                                                                   |                                                                   | 25.000                                                      |                                            |      | Das Weltgrößte Drum and Bass Festival.                                                                                                 |
| Let The Bad Times Roll                                     | Punk, Rock, Metal                                                                                               | Deutschland, Niedersachsen                           | Manslagt                                                                                             | Juni                                                              | 600                                                         | 2007                                       |      | |
| Leverkusener Jazztage                                      | Jazz | Deutschland, Nordrhein-Westfalen                     | Leverkusen                                                                                           |                                                                   | 20.000                                                      | 1980                                       |      | |
| Lieder auf Banz                                            | Liedermacher | Deutschland, Bayern                                  | Kloster Banz bei Bad Staffelstein                                                                    |                                                                   | 5.000                                                       | 1987                                       |      | |
| Lollapalooza                                               | Rock | Vereinigte Staaten, Illinois                         | Chicago, 2011 Ableger in Südamerika                                                                  |                                                                   |                                                             | 1991                                       |      | bis 2003 als Festival-Tour durch Nordamerika                                                                                           |
| Lollapalooza                                               | Rock | Deutschland                                          | Berlin                                                                                               |                                                                   |                                                             | 2015                                       |      | |
| Lonesome Lake Festival                                     | Indie, Elektro, Pop                                                                                             | Deutschland, Sachsen                                 | Zittau, Schlegler Teiche                                                                             | erstes Ferienwochenende in Sachsen                                | 500                                                         | 2020                                       |      | erstes Festival, welches während Corona in Deutschland stattfand                                                                       |
| Lott-Festival                                              | Rock | Deutschland, Rheinland-Pfalz                         | Raversbeuren                                                                                         |                                                                   | 7.000                                                       | 1977                                       |      | |
| Louisiana Musikfestival                                    | Blues, Bluegrass, Jazz, Klezmer, Dixieland                                                                      | Deutschland, Hessen                                  | Wetzlar                                                                                              |                                                                   | 10.000                                                      | 2000                                       |      | |
| Love Family Park                                           | Techno | Deutschland, Hessen                                  | Hanau                                                                                                | Juli                                                              | 20.000                                                      | 1996                                       | 2013 | Das Technofestival auf den Mainwiesen hat Hessens Umweltministerium ab 2014 aus Umweltschutzgründen untersagt.                         |
| Love-and-Peace-Festival                                    | Rock | Deutschland, Schleswig-Holstein                      | Fehmarn                                                                                              |                                                                   | 25.000                                                      | 1970                                       |      | |
| Lovely Days                                                | Rock | Österreich,                                          | St. Pölten                                                                                           |                                                                   |                                                             | 2006                                       |      | |
| Love Music Festival                                        | EDM, Rap, Hip-Hop                                                                                               | Deutschland, Sachsen-Anhalt                          | Magdeburg                                                                                            | Juni                                                              | 25.000                                                      | 2013                                       |      | |
| Lowlands                                                   | Rock | Niederlande, Flevoland                               | Biddinghuizen                                                                                        |                                                                   | 55.000                                                      | 2000                                       |      | |
| Lucerne Blues Festival                                     | Blues | Schweiz, Luzern                                      | Luzern                                                                                               |                                                                   | 11.000 (2017)                                               | 1995                                       |      | |
| Ludwigsburger Schlossfestspiele                            | Klassik | Deutschland, Baden-Württemberg                       | Ludwigsburg                                                                                          |                                                                   |                                                             |                                            |      | |
| Lunatic Festival                                           | Reggae | Deutschland, Niedersachsen                           | Lüneburg                                                                                             |                                                                   |                                                             |                                            |      | |
| M’era Luna Festival                                        | Schwarze Szene                                                                                                  | Deutschland, Niedersachsen                           | Hildesheim                                                                                           |                                                                   | 20.000                                                      | 2000                                       |      | |
| MaerzMusik                                                 | Klassik | Deutschland, Berlin                                  | Berlin                                                                                               |                                                                   |                                                             |                                            |      | |
| Magdeburger Telemann-Festtage                              | Barockmusik | Deutschland, Sachsen-Anhalt                          | Magdeburg                                                                                            |                                                                   |                                                             | 1963                                       |      | Festspiele zu Ehren des in Magdeburg geborenen Komponisten Georg Philipp Telemann                                                      |
| Magic Circle Festival                                      | Metal | Deutschland, Hessen                                  | Bad Arolsen                                                                                          |                                                                   | 25.000                                                      | 2007                                       |      | |
| Mair1 Festival                                             | Rock, Hardcore Punk, Metal, Punk                                                                                | Deutschland, Rheinland-Pfalz                         | Montabaur                                                                                            |                                                                   | 15.000                                                      | 2007                                       |      | |
| Masala Weltbeat Festival                                   | Weltmusik | Deutschland, Niedersachsen                           | Hannover                                                                                             |                                                                   | 5.000                                                       | 1995                                       | 2022 | |
| Masters of Rock                                            | Metal | Tschechien, Zlínský kraj                             | Vizovice                                                                                             |                                                                   | 50.000 (2006)                                               | 2003                                       |      | |
| Mayday                                                     | elektronische Musik                                                                                             | Deutschland, Nordrhein-Westfalen                     | Dortmund                                                                                             |                                                                   | 27.000                                                      | 1991                                       |      | |
| MDR-Musiksommer                                            | Klassik | Deutschland, Sachsen, Sachsen-Anhalt, Thüringen      | verschiedene Spielorte                                                                               |                                                                   |                                                             | 1994                                       |      | |
| Medival – Electronic Open Air                              | Elektronische Musik                                                                                             | Deutschland, Thüringen                               | Gerstungen, Ruine Brandenburg                                                                        | Juli                                                              |                                                             | 2015                                       |      | |
| Melt                                                       | Indie / Electronica / Techno / Hiphop                                                                           | Deutschland, Sachsen-Anhalt                          | Ferropolis nahe Gräfenhainichen                                                                      | Juni / Juli                                                       | 15.000                                                      | 1997                                       |      | |
| Metal Female Voices Fest                                   | Metal | Belgien, Ostflandern                                 | Wieze                                                                                                |                                                                   |                                                             | 2003                                       |      | |
| Metalcamp / ab 2013 Metaldays                              | Metal | Slowenien, Primorska                                 | Tolmin                                                                                               |                                                                   | 15.000                                                      | 2002                                       |      | |
| Metalmania                                                 | Metal | Polen, Schlesien                                     | Katowice                                                                                             |                                                                   | 20.000                                                      | 1986                                       |      | |
| Midtfyns Festival                                          | Rock | Dänemark, Region Syddanmark                          | Ringe                                                                                                |                                                                   | 25.000                                                      | 1976                                       | 2003 | |
| Miner’s Rock                                               | Rock, Popp, Jazz                                                                                                | Deutschland, Niedersachsen                           | Goslar                                                                                               | versch. Monate                                                    | 3.000-5.000                                                 | 2015                                       | 2023 | UNESCO-Welterbe Rammelsberg |
| Mini-Rock-Festival                                         | Rock | Deutschland, Baden-Württemberg                       | Horb am Neckar                                                                                       |                                                                   | 10.000                                                      | 2005                                       |      | komplett ehrenamtlich organisiert |
| Modular Festival                                           | Pop, Hiphop, Indie, Elektro                                                                                     | Deutschland, Bayern                                  | Augsburg                                                                                             |                                                                   | 30.000                                                      | 2007                                       |      | größtes gemeinnütziges Jugend- und Popkulturfestival in Bayerisch-Schwaben                                                             |
| Moers Festival                                             | Jazz | Deutschland, Nordrhein-Westfalen                     | Moers                                                                                                |                                                                   |                                                             |                                            |      | |
| Monsters of Rock                                           | Metal | Vereinigtes Königreich, East Midlands                | Leicestershire                                                                                       |                                                                   |                                                             | 1980–1996, 2006                            |      | |
| Morgenland Festival Osnabrück                              | Jazz, Klassik, Rock, Traditionell                                                                               | Deutschland, Niedersachsen                           | Osnabrück                                                                                            |                                                                   | 3.000–8.000                                                 | 2005                                       |      | |
| Moritzburg Festival                                        | Klassik | Deutschland, Sachsen                                 | Moritzburg                                                                                           |                                                                   |                                                             | 1998                                       |      | |
| Mosel Musikfestival                                        | Klassik | Deutschland, Rheinland-Pfalz, Mosel                  | verschiedene Spielstätten entlang der Mosel                                                          | jährlich von Juli bis Oktober                                     | 20.000                                                      | 1985                                       |      | jährlich stattfindend; größtes Klassik-Musikfestival in Rheinland-Pfalz                                                                |
| Mozartwoche                                                | Klassik | Österreich, Salzburg                                 | Salzburg                                                                                             |                                                                   |                                                             |                                            |      | |
| MS Dockville                                               | Musik und Kunst                                                                                                 | Deutschland, Hamburg                                 | Hamburg-Wilhelmsburg am Reiherstieg                                                                  |                                                                   |                                                             | 2007                                       |      | |
| MTV HipHop Open                                            | Hip-Hop / Rap                                                                                                   | Deutschland, Baden-Württemberg                       | Stuttgart                                                                                            |                                                                   |                                                             | 2000                                       |      | |
| Münchener Biennale für Neues Musiktheater                  | Oper | Deutschland, Bayern                                  | München                                                                                              |                                                                   |                                                             | 1988                                       |      | |
| Musikfestspiele der Insel Kimito                           | Klassik (Kammermusik)                                                                                           | Finnland                                             | Kimito                                                                                               |                                                                   |                                                             | 1999                                       |      | Kimitoön (fi. Kemiönsaari) ist eine kleine Inselgemeinde im Südwesten Finnlands                                                        |
| Musikfestspiele Saar                                       | Klassik | Deutschland, Frankreich, Luxemburg                   | verschiedene Spielorte in Saar-Lor-Lux                                                               |                                                                   |                                                             |                                            |      | |
| Musikschau der Nationen                                    | Militärmusik | Deutschland, Bremen                                  | Bremen                                                                                               |                                                                   | 25.000                                                      | 1965                                       | 2017 | |
| Musikum                                                    | Rock | Deutschland, Niedersachsen                           | Braunschweig                                                                                         |                                                                   |                                                             | 1984                                       |      | eintrittsfrei |
| Musikwochen Millstatt                                      | Klassik | Österreich, Kärnten                                  | Millstatt am See                                                                                     |                                                                   |                                                             |                                            |      | |
| Mysteryland                                                | Hardcore Techno, Gabber                                                                                         | Niederlande, Nordholland                             | Amsterdam                                                                                            |                                                                   | 50.000                                                      | 1994                                       |      | |
| Nachtdigital                                               | Techno, House, Electronica                                                                                      | Deutschland, Sachsen                                 | Olganitz, Cavertitz                                                                                  |                                                                   | 3.000 (2023)                                                | 1998                                       |      | seit 2023: Nachti, Ableger ist das Nachtiville                                                                                         |
| Nature One                                                 | Techno, Electro, House, Progressive                                                                             | Deutschland, Rheinland-Pfalz                         | Kastellaun, Raketenbasis Pydna                                                                       | August                                                            | 65.000 (2015)                                               | 1995                                       |      | 300 DJs, 20 Floors |
| New Orleans Festival                                       | Jazz, Blues | Österreich, Tirol                                    | Innsbruck                                                                                            |                                                                   |                                                             | 1998                                       |      | |
| New Pop Festival                                           | Rock, Pop | Deutschland, Baden-Württemberg                       | Baden-Baden und Rastatt                                                                              |                                                                   | 20.000                                                      | 1998                                       |      | |
| Newport Folk Festival                                      | Folk | Vereinigte Staaten, Rhode Island                     | Newport                                                                                              |                                                                   |                                                             | 1959                                       |      | |
| Newport Jazz Festival                                      | Jazz | Vereinigte Staaten, Rhode Island                     | Newport                                                                                              |                                                                   |                                                             | 1954                                       |      | |
| Nibirii                                                    | Goa, Techno, Drum and Bass                                                                                      | Deutschland, Nordrhein-Westfalen                     | Düren                                                                                                | Sommer                                                            | 20.000 (2022)                                               | 2019                                       |      | 2022, 2023 |
| Night of the Prog                                          | Progressive Rock                                                                                                | Deutschland, Rheinland-Pfalz                         | Sankt Goarshausen, Loreley                                                                           |                                                                   | 10.000 (2014)                                               | 2006                                       |      | |
| Nonstock Festival                                          | Rock, Pop | Deutschland, Hessen                                  | Nonrod                                                                                               |                                                                   | 1.500                                                       | 1998                                       |      | |
| Noppen Air                                                 | Rock | Österreich                                           | Herzogsdorf                                                                                          |                                                                   | 2.000                                                       | 1996                                       |      | |
| NUKE                                                       | Rock | Österreich,                                          | St. Pölten                                                                                           |                                                                   |                                                             | 1999                                       |      | |
| Oben ohne                                                  | HipHop, Reggae, Ska, Rap                                                                                        | Deutschland, Bayern                                  | München                                                                                              |                                                                   | 5.000                                                       | 1998                                       |      | |
| Oberösterreichische Stiftskonzerte                         | Klassik | Österreich                                           | |                                                                   |                                                             |                                            |      | |
| Obscene Extreme                                            | Grindcore, Metal, Hardcore Punk                                                                                 | Tschechien,                                          | Trutnov                                                                                              |                                                                   | 5.000                                                       | 1999                                       |      | |
| OffsideOpen                                                | Jazz | Deutschland, Nordrhein-Westfalen                     | Geldern/Niederrhein                                                                                  |                                                                   |                                                             | 2007                                       |      | |
| Oldenbora                                                  | House | Deutschland, Niedersachsen                           | Rastede, Beachclub Nethen                                                                            |                                                                   | 10.000                                                      | 2007                                       |      | |
| Olgas Rock                                                 | Rock | Deutschland, Nordrhein-Westfalen                     | Oberhausen                                                                                           |                                                                   | 10.000                                                      | 2000                                       |      | eintrittsfrei |
| Omas Teich Festival                                        | Rock | Deutschland, Niedersachsen                           | Großefehn                                                                                            |                                                                   | 10.000                                                      | 1998                                       |      | |
| On The Rocks                                               | Rock | Österreich,                                          | Golling an der Salzach                                                                               |                                                                   |                                                             |                                            |      | |
| Open Air am Berg bei Eichstätt                             | Reggae, Rock, Balkan, Folk, Metal, Punk                                                                         | Deutschland, Bayern                                  | Eichstätt                                                                                            |                                                                   | 7.500                                                       | 1992                                       |      | rein ehrenamtlich organisiert |
| Open Air Hamm                                              | 70er, Blues, Reggae, Psychedelic, Rock, Funk, Balkan, Folk, Elektronisch                                        | Deutschland, Rheinland-Pfalz                         | Hamm am Rhein                                                                                        |                                                                   | 2.000                                                       | 1970                                       |      | Campingplatz in Festivalgelände integriert                                                                                             |
| Open Air St. Gallen                                        | Indie, Alternative, Rock, HipHop, Comedy, Electronica, Reggae, World Music, Folk                                | Schweiz                                              | St. Gallen                                                                                           |                                                                   | 88.000 (2019)                                               | 1977                                       |      | Campingplatz in Festivalgelände integriert                                                                                             |
| Open Air Weigendorf                                        | Rock | Deutschland, Bayern                                  | Loiching, Ortsteil Weigendorf                                                                        |                                                                   | 5.000                                                       | 1979                                       |      | |
| Open Air Werden                                            | Rock | Deutschland, Nordrhein-Westfalen                     | Essen                                                                                                |                                                                   |                                                             |                                            |      | |
| Open Beatz                                                 | Progressive, Deep, Electro House, Techno, Hardstyle, EDM                                                        | Deutschland, Bayern                                  | Herzogenaurach                                                                                       |                                                                   | 20.000 (2018)                                               | 2009                                       |      | Campingplatz in Festivalgelände integriert                                                                                             |
| Open Flair                                                 | Rock, Indie, Liedermacher, Kleinkunst                                                                           | Deutschland, Hessen                                  | Eschwege                                                                                             |                                                                   | 20.000                                                      | 1985                                       |      | |
| Openair Rockamweier                                        | Rock, Metal, Alternative, HipHop, Reggae, Folk                                                                  | Schweiz, St. Gallen                                  | Wil SG                                                                                               |                                                                   | 6.000                                                       | 2001                                       |      | Gratis-Openair (Freier Eintritt) |
| OpenOhr Festival                                           | Rock, Pop, Indie, Alternative, Folkrock, Liedermacher                                                           | Deutschland, Rheinland-Pfalz                         | Mainz                                                                                                | Mai                                                               | 9.000                                                       | 1975                                       |      | Jugendkulturfestival mit jährlich wechselndem Thema, Diskussionsforen, Kabarett                                                        |
| Oper im Steinbruch St. Margarethen                         | Oper | Österreich, Burgenland                               | Sankt Margarethen im Burgenland                                                                      |                                                                   |                                                             | 1996                                       |      | findet im Steinbruch St. Margarethen statt                                                                                             |
| Orange Blossom Special Festival                            | Rock | Deutschland, Nordrhein-Westfalen                     | Beverungen                                                                                           |                                                                   |                                                             |                                            |      | |
| Osterfestival Tirol                                        | Klassik, Neue Musik, Tanz                                                                                       | Österreich, Tirol                                    | Innsbruck, Hall in Tirol                                                                             | März – April                                                      | 12.000 (2009)                                               | 1989                                       |      | |
| Osterfestspiele Baden-Baden                                | Klassik | Deutschland, Baden-Württemberg                       | Baden-Baden                                                                                          | März / April                                                      | 25.000 (2018)                                               | 2013                                       |      | |
| Osterfestspiele Salzburg                                   | Klassik | Österreich, Salzburg                                 | Salzburg                                                                                             |                                                                   |                                                             | 1967                                       |      | |
| Osterklang                                                 | Klassik | Österreich, Wien                                     | Wien                                                                                                 |                                                                   |                                                             | 1997                                       |      | |
| Ostseejazz                                                 | Jazz | Deutschland, Mecklenburg-Vorpommern                  | Rostock                                                                                              |                                                                   |                                                             | 1973                                       |      | |
| Ottensheim Open Air                                        | Rock | Österreich,                                          | Ottensheim                                                                                           |                                                                   |                                                             | 1993                                       |      | |
| Overdrive Festival                                         | Rock, Punk | Österreich,                                          | Kapfenberg                                                                                           |                                                                   | 1.000                                                       | 2007                                       |      | |
| Owener Rocknacht                                           | Christlicher Rock                                                                                               | Deutschland, Baden-Württemberg                       | Owen                                                                                                 |                                                                   | 2.000 (2004)                                                | 1988                                       | 2006 | |
| O.Z.O.R.A.                                                 | Psychodelic Trance, Goa                                                                                         | Ungarn                                               | Ozora                                                                                                |                                                                   | 27.000                                                      | 2004                                       |      | |
| Ozzfest                                                    | Metal | Vereinigte Staaten                                   | |                                                                   |                                                             |                                            |      | |
| Paaspop                                                    | Diverses von Theater bis Metal                                                                                  | Niederlande, Nordbrabant                             | Schijndel                                                                                            |                                                                   | 50.000                                                      | 1978                                       |      | |
| Paganfest                                                  | Pagan Metal, Viking Metal, Folk Metal                                                                           | Europa, Nordamerika                                  | |                                                                   |                                                             | 2007                                       |      | |
| palatia jazz                                               | Jazz | Deutschland, Rheinland-Pfalz und Baden-Württemberg   | |                                                                   |                                                             |                                            |      | |
| Parookaville                                               | EDM | Deutschland                                          | Weeze                                                                                                | Juli                                                              | 85.000 verkaufte Karten                                     | 2015                                       |      | |
| Party.San                                                  | Metal | Deutschland, Thüringen                               | Schlotheim, davor Bad Berka                                                                          |                                                                   |                                                             |                                            |      | |
| Passauer Pfingst-Open-Air                                  | Rock | Deutschland, Bayern                                  | Passau, Hauzenberg                                                                                   |                                                                   |                                                             |                                            |      | |
| Paul-Hofhaimer-Tage                                        | Klassik | Österreich,                                          | Radstadt                                                                                             |                                                                   |                                                             | 1987                                       |      | |
| Peninsula                                                  | Rock, Metal, Electro                                                                                            | Rumänien, Siebenbürgen                               | Târgu Mureș                                                                                          |                                                                   | 60.000                                                      | 2003                                       |      | |
| Pfingstmusiktage                                           | Klassik, Weltmusik                                                                                              | Deutschland, Hessen                                  | Lauterbach                                                                                           |                                                                   | 1.500                                                       | 1972                                       |      | |
| picture on festival                                        | Rock, Alternative, World                                                                                        | Österreich,                                          | Bildein                                                                                              |                                                                   | 2.500                                                       | 2000                                       |      | |
| Pinkpop                                                    | Rock | Niederlande, Limburg                                 | Landgraaf                                                                                            |                                                                   | 65.000                                                      | 1970                                       |      | |
| Pinot and Rock                                             | Rock, Pop, Indie, Rap                                                                                           | Deutschland, Baden-Württemberg                       | Breisach am Rhein                                                                                    | Juli                                                              | 34.000                                                      | 2024                                       |      | Findet in Kombination mit Kulinarik und Weinen aus der Region statt.                                                                   |
| Pixxen Festival                                            | Rock, Hip-Hop, Elektro                                                                                          | Deutschland, Niedersachsen                           | Neukamperfehn                                                                                        | August                                                            | 4.000                                                       | 2010                                       |      | Benefiz zugunsten herzkranker Kinder.                                                                                                  |
| Place2Be                                                   | Techno | Deutschland, Mecklenburg-Vorpommern                  | Schwerin                                                                                             |                                                                   | 5.000                                                       |                                            |      | |
| Plage Noire                                                | Schwarze Szene                                                                                                  | Deutschland, Schleswig-Holstein                      | Weißenhäuser Strand                                                                                  | April/Mai                                                         |                                                             | 2009                                       |      | |
| Plathner’s Eleven                                          | Klassik | Deutschland, Niedersachsen                           | Hannover                                                                                             |                                                                   | 5.000                                                       | 2008                                       |      | |
| Plaza Party                                                | Pop, Rock, Klassik                                                                                              | Deutschland, Niedersachsen                           | Hannover                                                                                             |                                                                   | 50.000 (3 Tage)                                             | 2001                                       |      | Die Veranstaltung findet vor der TUI Arena auf dem Gelände der Weltausstellung statt.                                                  |
| Podium Esslingen                                           | Klassik | Deutschland, Baden-Württemberg                       | Esslingen am Neckar                                                                                  |                                                                   |                                                             | 2009                                       |      | |
| Pohoda                                                     | Techno, Ska, Reggae, Heavy Metal                                                                                | Slowakei,                                            | Trenčín                                                                                              |                                                                   |                                                             | 1997                                       |      | Die Veranstaltung findet jährlich am Flughafen Trenčín statt.                                                                          |
| Polonia Music Festival                                     | Pop, Rock, Diso Polo                                                                                            | Deutschland,                                         | Oberhausen, Frankfurt am Main, Hamburg                                                               |                                                                   |                                                             | 2015                                       |      | |
| Polstock Festival                                          | Metal, Punk, Rock                                                                                               | Deutschland, Nordrhein-Westfalen                     | Marl                                                                                                 |                                                                   |                                                             | 2006                                       |      | |
| Popdeurope                                                 | Weltmusik | Deutschland, Berlin                                  | Berlin                                                                                               |                                                                   |                                                             |                                            |      | |
| Popfest                                                    | Pop | Österreich, Wien                                     | Wien                                                                                                 | Juli                                                              | 60.000 (2015)                                               | 2010                                       |      | eintrittsfrei |
| Popkomm                                                    | Rock | Deutschland, Berlin                                  | Berlin                                                                                               |                                                                   |                                                             |                                            |      | |
| Populario                                                  | Rock | Deutschland, Sachsen                                 | Hoyerswerda                                                                                          |                                                                   |                                                             |                                            |      | |
| Pösinger Open-Air                                          | Rock | Deutschland, Bayern                                  | Pösing                                                                                               |                                                                   |                                                             |                                            |      | |
| Potsdamer Ska Festival                                     | Rock | Deutschland, Brandenburg                             | Potsdam                                                                                              |                                                                   |                                                             |                                            |      | |
| Pressure Festival                                          | Hardcore Punk, Metalcore                                                                                        | Deutschland, Nordrhein-Westfalen                     | Herne                                                                                                |                                                                   | 10.000                                                      | 2003                                       |      | |
| Prima leben und stereo am Vöttinger Weiher                 | Rock, Alternativ, deutscher Gitarrenpop, Elektro                                                                | Deutschland, Bayern                                  | Freising                                                                                             |                                                                   | 5.500                                                       | 1994                                       |      | ehrenamtlich organisiert |
| Projekt Bluesrock                                          | Blues, Rock | Schweiz, Kanton St. Gallen                           | Widnau                                                                                               | Juni                                                              | 500                                                         | 2014                                       |      | ehrenamtlich organisiert |
| Protzen Open Air                                           | Metal | Deutschland, Brandenburg                             | Protzen                                                                                              |                                                                   | 1.000                                                       | 1998                                       |      | |
| Pumpkin Germany                                            | Hardstyle, Hardcore                                                                                             | Deutschland, Nordrhein-Westfalen                     | Oberhausen                                                                                           | Oktober                                                           | 7000                                                        | 2011                                       |      | |
| Qlimax                                                     | Hardstyle | Niederlande, Gelderland                              | Arnhem                                                                                               |                                                                   | 25.000                                                      | 2001                                       |      | |
| Querbeat Festival                                          | Ska, Rock, Reggae, Folk-Punk                                                                                    | Deutschland, Baden-Württemberg                       | Unterwaldhausen                                                                                      |                                                                   | 2.000 (2018)                                                | 1994                                       |      | |
| Q-Base                                                     | Techno, Hardstyle                                                                                               | Deutschland, Nordrhein-Westfalen                     | Weeze                                                                                                |                                                                   | 25.000                                                      | 2004                                       |      | |
| Ract!festival                                              | Reggae, Ska, Punk, Rock, Metal, HipHop                                                                          | Deutschland, Baden-Württemberg                       | Tübingen                                                                                             | Juni                                                              | 25.000                                                      | 2006                                       |      | Umsonst & Draußen, komplett ehrenamtlich organisiert                                                                                   |
| Ragerselite Festival                                       | Rock | Deutschland, Nordrhein-Westfalen                     | Hamm                                                                                                 |                                                                   |                                                             |                                            |      | |
| Raging Death Date                                          | Metal | Deutschland, Thüringen                               | Neustadt an der Orla                                                                                 |                                                                   |                                                             | 2009                                       |      | Untergrund-Bands |
| Ragnarök-Festival                                          | Metal | Deutschland, Bayern                                  | Lichtenfels                                                                                          |                                                                   | 5.000                                                       | 2004                                       |      | |
| Rainforest World Music Festival                            | Rock, Reggae, Folk                                                                                              | Malaysia, Insel Borneo                               | Kuching, Sarawak                                                                                     |                                                                   |                                                             |                                            |      | |
| Reading Festival                                           | Rock | Vereinigtes Königreich, South East England           | Reading                                                                                              |                                                                   |                                                             | 1961                                       |      | |
| Red Corner Festival                                        | Rock, Hardcore Punk                                                                                             | Deutschland, Bayern                                  | Moosburg an der Isar                                                                                 |                                                                   | 2.000                                                       | 2002                                       |      | Ehrenamtliche Helfer |
| Red Hook Jazz Festival                                     | Jazz | Vereinigte Staaten, New York                         | New York City                                                                                        | Juni                                                              |                                                             | 2008                                       |      | Ehrenamtliche Helfer |
| Reeperbahn Festival                                        | diverse | Deutschland, Hamburg                                 | Hamburg                                                                                              | September                                                         | 50.000 (2019)                                               | 2006                                       |      | Europas größtes Clubfestival |
| Reggae Jam                                                 | Reggae, Dancehall, Soca, Ska                                                                                    | Deutschland, Niedersachsen                           | Bersenbrück                                                                                          |                                                                   | 12.000                                                      | 1994                                       |      | |
| Regina Folk Festival                                       | Folk | Kanada, Saskatchewan                                 | Regina (Saskatchewan)                                                                                |                                                                   | 20.000                                                      | 1969                                       |      | |
| Reich & Schön Festival                                     | Punk, Hip-Hop, Techno, House, D'n'B, Dubstep, Goa, Indie                                                        | Deutschland, Thüringen                               | Saalfeld/Saale                                                                                       | Juni                                                              | 2.200 (2013)                                                | 2011                                       |      | |
| Reichenstein Open Air                                      | Rock | Österreich,                                          | Pregarten                                                                                            |                                                                   |                                                             |                                            |      | |
| Reload Festival                                            | Rock, Pop, Metal, Hard Rock, Punk, Hardcore Punk                                                                | Deutschland, Niedersachsen                           | Sulingen                                                                                             |                                                                   | 10.000                                                      | 2007                                       |      | |
| Rencontres internationales de Luthiers et Maîtres Sonneurs | Folk | Frankreich, Département Indre                        | La Châtre, Château d’Ars                                                                             |                                                                   |                                                             | 1975                                       |      | |
| RheinVokal                                                 | A cappella | Deutschland, Rheinland-Pfalz                         | verschiedene Spielorte (Mittelrhein)                                                                 |                                                                   |                                                             | 2005                                       |      | |
| Rhön Rock Open Air                                         | Rock | Deutschland, Hessen                                  | Oberfeld (Hünfeld)                                                                                   | August                                                            | 2.000                                                       | 2017                                       |      | |
| Riding Higher Benefiz Festival                             | Reggae, Dub | Deutschland, Bayern                                  | Odelzhausen                                                                                          |                                                                   |                                                             | 2001                                       |      | |
| Rio Reiser Fest                                            | Pop, Indie-Pop, Indie-Rock                                                                                      | Deutschland, Nordrhein-Westfalen                     | Unna                                                                                                 |                                                                   | 1.500                                                       | 2013                                       |      | Umsonst&draußen, verbunden mit Songwettbewerb für Nachwuchsbands                                                                       |
| Rocco del Schlacko                                         | Rock | Deutschland, Saarland                                | Püttlingen-Köllerbach                                                                                |                                                                   | 28.000                                                      | 1999                                       |      | |
| Rock-A-Field                                               | Rock | Luxemburg                                            | Roeser                                                                                               |                                                                   | 14.000                                                      | 2005                                       |      | |
| Rock am Bach                                               | Rock | Österreich,                                          | Neuhofen an der Ybbs                                                                                 |                                                                   |                                                             | 2002                                       |      | |
| Rock am Bach                                               | Rock | Deutschland, Saarland                                | Merzig (vormals Wadern)                                                                              |                                                                   |                                                             |                                            |      | |
| Rock am Deich                                              | Rock | Deutschland, Niedersachsen                           | Leer                                                                                                 |                                                                   |                                                             |                                            |      | |
| Rock am Härtsfeldsee                                       | Rock, Metal | Deutschland, Baden-Württemberg                       | Dischingen                                                                                           |                                                                   | 4.000                                                       | 1997                                       |      | |
| Rock am Markt                                              | Rock | Deutschland, Rheinland-Pfalz                         | Veitsrodt                                                                                            |                                                                   | 5.000                                                       | 1999                                       |      | Umsonst und draußen |
| Rock am Ring                                               | Rock, Rap, Metal                                                                                                | Deutschland                                          | Nürburgring, Nürburg                                                                                 |                                                                   | 92.500 (2016)                                               | 1985                                       |      | Nürburgring (bis 2014), Mendig (2015 & 2016), seit 2017 wieder Nürburgring                                                             |
| Rock am Schacht                                            | Rock | Deutschland, Thüringen                               | Berka/Werra                                                                                          |                                                                   |                                                             |                                            |      | |
| Rock am Schloss                                            | Rock | Deutschland, Niedersachsen                           | Fürstenau                                                                                            |                                                                   |                                                             | 1980–1995, 2007                            |      | |
| Rock am Schloss                                            | Rock | Deutschland, Niedersachsen                           | Gödens                                                                                               |                                                                   |                                                             |                                            |      | |
| Rock am Schloss                                            | Rock | Deutschland, Hessen                                  | Idstein                                                                                              |                                                                   |                                                             |                                            |      | |
| Rock am See                                                | Rock | Deutschland, Baden-Württemberg                       | Konstanz                                                                                             |                                                                   |                                                             |                                            |      | |
| Rock am Stollen                                            | Rock | Deutschland, Baden-Württemberg                       | Aalen                                                                                                |                                                                   |                                                             |                                            |      | |
| Rock am Teich                                              | Rock | Deutschland, Brandenburg                             | Terpe                                                                                                |                                                                   |                                                             |                                            |      | |
| Rock at Church                                             | Rock, Indie, Pop                                                                                                | Deutschland, Baden-Württemberg                       | Ladenburg                                                                                            |                                                                   | 3.000                                                       | 1992                                       |      | eintrittsfrei, komplett ehrenamtlich und unkommerziell organisiert, Erlös kommt karitativen Zwecken zugute, während des Altstadtfestes |
| Rock auf der Burg                                          | Rock | Deutschland, Hessen                                  | Burg Königstein                                                                                      | August                                                            |                                                             | 1982                                       |      | |
| Rock Days                                                  | Rock, Metal, Punk, Ska                                                                                          | Deutschland, Baden-Württemberg                       | Bad Urach                                                                                            |                                                                   | 1.300                                                       | 1999                                       |      | Rock Days e. V. veranstaltet auch ein Weinhachsoratorium- und Umsonst-und-draußen-Festivals (ehrenamtlich organisiert)                 |
| Rock dein Leben                                            | Deutschrock, Metal                                                                                              | Deutschland, Baden-Württemberg                       | Laichingen                                                                                           | Juli                                                              | 10.000–15.000                                               | 2018                                       |      | |
| Rock den Deich Festival                                    | Rock, Indie, Punk                                                                                               | Deutschland, Niedersachsen                           | Schwanewede bei Bremen                                                                               |                                                                   |                                                             | 2009                                       |      | Umsonst und draußen |
| Rock den Lukas                                             | Rock | Deutschland, Niedersachsen                           | Tarmstedt bei Bremen                                                                                 |                                                                   |                                                             |                                            |      | |
| Rock en Seine                                              | Rock | Frankreich,                                          | Paris                                                                                                |                                                                   |                                                             |                                            |      | |
| Rock for Hope                                              | Rock | Deutschland, Baden-Württemberg                       | Aalen                                                                                                |                                                                   |                                                             |                                            |      | |
| Rock for Nature                                            | Rock | Deutschland, Baden-Württemberg                       | Wolpertshausen bei Schwäbisch Hall                                                                   |                                                                   |                                                             |                                            |      | |
| Rock for Tolerance                                         | Rock, Indie, Punk, Metal                                                                                        | Deutschland, Niedersachsen                           | Hann. Münden                                                                                         | Juni                                                              | 2016                                                        |                                            |      | ehrenamtlich organisiert für soziale Zwecke                                                                                            |
| Rock für Deutschland                                       | Rechtsrock | Deutschland, Thüringen                               | Gera                                                                                                 |                                                                   |                                                             | 2003                                       |      | |
| Rock Hard Festival                                         | Metal | Deutschland, Nordrhein-Westfalen                     | Gelsenkirchen                                                                                        |                                                                   |                                                             | 2003                                       |      | |
| Rock im Betonwerk                                          | Rock, Metal, Black Metal, Death, Thrash, Grindcore                                                              | Deutschland, Sachsen                                 | Chemnitz-Mittelbach                                                                                  |                                                                   |                                                             | 2009                                       |      | |
| Rock im Dorf                                               | Alternative, Indie, Hip-Hop, Rock, Pop                                                                          | Österreich, Oberösterreich                           | Schlierbach                                                                                          | Juli                                                              | 4.000                                                       | 2001–2007; ab 2012                         |      | Fokus auf österreichischen Künstlern.                                                                                                  |
| Rock im Grünen                                             | Rock, Pop, Indie, Urban, Reggae                                                                                 | Deutschland, Berlin                                  | Berlin                                                                                               | Juli                                                              | 3.000                                                       | 1997                                       |      | umsonst und draußen, Newcomer Open-Air                                                                                                 |
| Rock im Hinterland                                         | Rock, Metal, Ska, Reggae, Punk, Folk, Funk                                                                      | Deutschland, Rheinland-Pfalz                         | Obrigheim-Albsheim                                                                                   | August                                                            | 1200 (2014)                                                 | ab 1982 (2007–2013 als AkRoPoLis Open Air) |      | jedes 4. Wochenende im August |
| Rock im Mai                                                | Rock | Deutschland, Sachsen-Anhalt                          | Dardesheim                                                                                           |                                                                   |                                                             |                                            |      | |
| Rock im Moor                                               | Rock, Alternativ, Punk, Indie, Metal                                                                            | Deutschland, Brandenburg, Prignitz                   | Boberow                                                                                              | August                                                            | 1000                                                        | 2001                                       |      | Startet immer am ersten Freitag im August, DIY, „PrignitzerPogoTanz“                                                                   |
| Rock im Moor                                               | Rock | Deutschland, Niedersachsen                           | Papenburg                                                                                            |                                                                   |                                                             |                                            |      | |
| Rock im Park                                               | Rock | Deutschland, Bayern                                  | Nürnberg                                                                                             | Mai / Juni                                                        | 88.500 (2025)                                               | 1996                                       |      | |
| Rock im Pott                                               | Rock | Deutschland, Nordrhein-Westfalen                     | Gelsenkirchen                                                                                        |                                                                   | 41.000                                                      | 2012                                       |      | |
| Rock im Ring                                               | Rock | Italien, Südtirol                                    | Klobenstein                                                                                          | Juli                                                              | 7.000                                                       |                                            |      | |
| Rock im Schloss                                            | Rock | Deutschland, Niedersachsen                           | Bad Pyrmont                                                                                          |                                                                   | 1.000                                                       | 1994                                       |      | |
| Rock im Stadtpark                                          | Rock, Pop | Deutschland, Sachsen-Anhalt                          | Magdeburg                                                                                            |                                                                   |                                                             | 2007                                       |      | |
| Rock in Caputh                                             | Rock | Deutschland, Brandenburg                             | Caputh                                                                                               |                                                                   |                                                             | 2001                                       |      | |
| Rock in Concert Open Air                                   | Rock, Metal | Deutschland, Bayern                                  | Weismain                                                                                             |                                                                   | 10.000 (Tag 1 4000, Tag 2 6000)                             | 2011                                       |      | im Waldstadion |
| Rock of Ages                                               | Rock | Deutschland, Baden-Württemberg                       | Seebronn                                                                                             |                                                                   |                                                             | 2006                                       |      | |
| Rock Otočec                                                | Rock | Slowenien,                                           | Otočec bei Novo mesto                                                                                | jährlich Anfang Juli                                              |                                                             |                                            |      | |
| Rock the Race                                              | Rock | Deutschland, Sachsen-Anhalt                          | Oschersleben                                                                                         |                                                                   |                                                             |                                            |      | |
| Rock the Ring                                              | Rock, Metal, Pop                                                                                                | Schweiz, Kanton Zürich                               | Hinwil                                                                                               | Juni                                                              | 24.000                                                      | 2014                                       |      | |
| Rock the Wäldle                                            | Rock, Metal | Deutschland, Baden-Württemberg                       | Filderstadt                                                                                          |                                                                   |                                                             | 2011                                       |      | |
| Rock um Knuedler                                           | Rock, Pop | Luxemburg                                            | Luxemburg                                                                                            | Juli                                                              | 15.000                                                      | 1990                                       |      | eintrittsfrei & findet auf dem „Place Guillaume II“ statt                                                                              |
| Rock Werchter                                              | Rock | Belgien, Flandern                                    | Werchter                                                                                             |                                                                   | 80.000                                                      | 1974                                       |      | |
| Rockburg                                                   | Rock | Deutschland, Bayern                                  | Miltenberg                                                                                           |                                                                   |                                                             | 2001                                       |      | |
| RockDays                                                   | Rock | Deutschland, Baden-Württemberg                       | Bad Urach                                                                                            |                                                                   |                                                             |                                            |      | |
| Rockdepartment Open Air                                    | Rock | Deutschland, Niedersachsen                           | Sögel                                                                                                |                                                                   |                                                             |                                            |      | |
| Rocken am Brocken                                          | Rock, Indie, Punk, Elektro                                                                                      | Deutschland, Sachsen-Anhalt                          | Elend im Harz                                                                                        |                                                                   | 2.400                                                       | 2007                                       |      | |
| Rockharz Open Air                                          | Metal | Deutschland, Sachsen-Anhalt                          | Ballenstedt (ab 2009) (bis 2008: Osterode am Harz)                                                   |                                                                   | 24.000 (2024)                                               | 1993                                       |      | |
| RockOn Festival                                            | Rock | Deutschland, Bayern                                  | Peiting                                                                                              |                                                                   |                                                             |                                            |      | |
| Rockwell                                                   | Rock | Deutschland, Saarland                                | Saarwellingen                                                                                        |                                                                   |                                                             |                                            |      | |
| Rock’n’Heim                                                | Rock, Metal, Punk, Elektro                                                                                      | Deutschland, Baden-Württemberg                       | Hockenheim                                                                                           |                                                                   | 40.000                                                      | 2013                                       |      | |
| Roskilde-Festival                                          | Rock | Dänemark, Region Sjælland                            | Roskilde                                                                                             |                                                                   | 71.000 (2003)                                               | 1971                                       |      | |
| Rot’n’Slay                                                 | Rock | Deutschland, Baden-Württemberg                       | Blaubeuren                                                                                           |                                                                   |                                                             |                                            |      | |
| Route 91 Harvest                                           | Country | USA                                                  | Las Vegas                                                                                            |                                                                   | 30.000 (2017)                                               | 2014                                       |      | |
| Rudolstadt-Festival                                        | Weltmusik | Deutschland, Thüringen                               | Rudolstadt                                                                                           |                                                                   | 90.000 (2016)                                               | 1991                                       |      | jährlich am ersten Juliwochenende; bis 2003 Tanz&FolkFest, 2004–2015 TFF Rudolstadt                                                    |
| Ruhr in Love                                               | Techno | Deutschland, Nordrhein-Westfalen                     | Oberhausen                                                                                           |                                                                   | 40.000                                                      | 2003                                       |      | |
| Ruhr Reggae Summer                                         | Reggae | Deutschland, Nordrhein-Westfalen                     | Mülheim an der Ruhr                                                                                  |                                                                   | 15.000 (2017)                                               | 2007                                       |      | |
| Ruhrpott Rodeo                                             | Punk | Deutschland, Nordrhein-Westfalen                     | Hünxe                                                                                                |                                                                   | 7.000                                                       | 2007                                       |      | |
| Ruhrtriennale                                              | | Deutschland, Ruhrgebiet                              | |                                                                   | 40.000 (2010)                                               | 2002                                       |      | |
| Runaway Open Air                                           | verschiedene Stilrichtungen                                                                                     | Deutschland, Bayern                                  | Freilassing                                                                                          | Juni                                                              | 1000                                                        | 2017                                       |      | vor wunderschöner Bergkulisse |
| Sabor de Samba Int. Festival Offenburg                     | Samba, Percussion                                                                                               | Deutschland, Baden-Württemberg                       | Offenburg                                                                                            |                                                                   |                                                             | 2002                                       |      | |
| Sakuramachis Sunbeng Festival                              | Rock, Hardrock, Metal, Indie, Blues, Rootsmusic                                                                 | Österreich,                                          | Auberg                                                                                               |                                                                   |                                                             | 2010                                       |      | eintrittsfrei |
| Salzburger Festspiele                                      | Klassik | Österreich,                                          | Salzburg                                                                                             |                                                                   |                                                             | 1920                                       |      | |
| Salzburger Jazz-Herbst                                     | Jazz | Österreich,                                          | Salzburg                                                                                             |                                                                   |                                                             | 1996                                       |      | |
| Salzburger Pfingstfestspiele                               | Klassik | Österreich,                                          | Salzburg                                                                                             |                                                                   |                                                             | 1973                                       |      | |
| Salzburger Schlosskonzerte                                 | Klassik | Österreich,                                          | Salzburg                                                                                             | Januar bis Dezember                                               |                                                             | 1954                                       |      | 2007 traten in über 350 Konzerten 225 Musiker aus 38 Nationen auf.                                                                     |
| Salzkammergut Festwochen Gmunden                           | Klassik | Österreich                                           | |                                                                   |                                                             |                                            |      | |
| Salzkammergut Mozartfestival                               | Klassik | Österreich, Salzkammergut                            | |                                                                   |                                                             | 2006                                       |      | |
| Samba-Festival Coburg                                      | Samba, Percussion                                                                                               | Deutschland, Bayern                                  | Coburg                                                                                               |                                                                   |                                                             | 1991                                       |      | |
| Sambadwildungen                                            | Samba, Percussion                                                                                               | Deutschland, Hessen                                  | Bad Wildungen                                                                                        |                                                                   |                                                             | 2001                                       |      | |
| Sauna Open Air                                             | Metal | Finnland, Westfinnland                               | Tampere                                                                                              |                                                                   | 22.000                                                      | 2004                                       |      | |
| Savonlinna-Opernfestspiele                                 | Oper | Finnland, Ostfinnland                                | Savonlinna                                                                                           |                                                                   | 60.000                                                      | 1912                                       |      | |
| Schengenfest                                               | Rock, Pop | Slowenien                                            | Vinica                                                                                               |                                                                   |                                                             | 2002                                       |      | |
| Schlossgarten Open Air                                     | Indie, Pop, Soul, Rock, Hip-Hop                                                                                 | Deutschland, Niedersachsen                           | Osnabrück                                                                                            | August                                                            | ca. 20.000                                                  | 2015                                       |      | |
| Schönberger Musiksommer                                    | Klassik, Jazz                                                                                                   | Deutschland, Mecklenburg-Vorpommern                  | Schönberg (Mecklenburg)                                                                              | Juni bis September                                                |                                                             | 1987                                       |      | |
| Schönebecker Operettensommer                               | Klassik | Deutschland, Sachsen-Anhalt                          | Schönebeck                                                                                           |                                                                   | 18.000                                                      | 1997                                       |      | Auf der Freilichtbühne des Bierer Bergs bei Schönebeck.                                                                                |
| Schrammel.Klang. Festival                                  | Wiener Lied | Österreich, Niederösterreich                         | Litschau, Waldviertel                                                                                |                                                                   |                                                             | 2007                                       |      | |
| Schubertiade Schwarzenberg                                 | Klassik | Österreich, Vorarlberg                               | Schwarzenberg, früher Hohenems und Feldkirch                                                         |                                                                   |                                                             | 1976                                       |      | |
| Schumann-Fest Zwickau                                      | Klassik | Deutschland, Sachsen                                 | Zwickau                                                                                              | Juni                                                              |                                                             | 1847                                       |      | Musikfest zu Ehren Robert Schumanns, jährlich um den Geburtstag des Komponisten                                                        |
| Schwarzwald-Musikfestival                                  | Klassik | Deutschland                                          | |                                                                   |                                                             |                                            |      | |
| Schwetzinger Festspiele                                    | Klassik | Deutschland, Baden-Württemberg                       | Schwetzingen                                                                                         |                                                                   |                                                             |                                            |      | |
| Sea of Love                                                | Techno, House                                                                                                   | Deutschland, Baden-Württemberg                       | Freiburg-Hochdorf                                                                                    |                                                                   | 15.000                                                      | 2001                                       |      | |
| Secret Garden Festival                                     | Rock | Deutschland, Niedersachsen                           | Hannover                                                                                             |                                                                   |                                                             |                                            |      | |
| Seefestspiele Mörbisch                                     | Klassik | Österreich,                                          | Mörbisch (Burgenland)                                                                                |                                                                   |                                                             | 1957                                       |      | |
| Sensation                                                  | Techno, House                                                                                                   | Niederlande, Nordholland                             | Amsterdam                                                                                            |                                                                   | 40.000                                                      | 2000                                       |      | Bis 2007 Sensation White, Traditionell in der Amsterdam Arena, mittlerweile in mehreren Ländern.                                       |
| Shantyfestival                                             | Seemannslieder                                                                                                  | Deutschland, Niedersachsen                           | Zeven                                                                                                |                                                                   |                                                             |                                            |      | jedes gerade Jahr |
| Siren’s Call                                               | Indie, Elektro, Singer/Songwriter                                                                               | Luxemburg                                            | Luxemburg                                                                                            | Juni / Juli                                                       |                                                             | 2017                                       |      | |
| Sommerfest Vorstraße                                       | Rock, Elektro, Funk, Indie, Reggae, Ska                                                                         | Deutschland, Bremen                                  | Bremen                                                                                               | jährlich, zweites Wochenende im Juni                              | 7.000                                                       | 1977                                       |      | eintrittsfrei, ehrenamtlich organisiertes Studentenfestival                                                                            |
| Sommerfestival Baroperstraße                               | Indie, Rock, Electro                                                                                            | Deutschland, Nordrhein-Westfalen                     | Dortmund                                                                                             | Juni                                                              | 2.500                                                       | 2015                                       | 2017 | eintrittsfrei |
| Sommerfühl                                                 | Rock, Electronica                                                                                               | Deutschland, Bayern                                  | Feuchtwangen                                                                                         |                                                                   |                                                             | 2003                                       |      | |
| Sommerliebe                                                | Electro, Techno, Techhouse                                                                                      | Deutschland, Bayern                                  | Nürnberg                                                                                             | Juli                                                              | 15.000 (2016)                                               | 2014                                       |      | |
| Sommerschein-Festival                                      | Rock, Pop, Electro, Progressive, Reggae, Sing / Songwriter, Alternative                                         | Deutschland, Hessen                                  | Hofheim am Taunus                                                                                    | August                                                            | 5000                                                        | 1996                                       |      | nicht kommerziell, ehrenamtlich organisiert, kostenloser Eintritt, kostenloses Campen                                                  |
| Sónar                                                      | Elektronische Musik                                                                                             | Spanien, Katalonien                                  | Barcelona                                                                                            |                                                                   |                                                             |                                            |      | |
| Songfestival von Knokke                                    | Chansons, Schlager, Popmusik                                                                                    | Belgien                                              | Knokke                                                                                               |                                                                   |                                                             | 1959                                       |      | 1973 letztmals veranstaltet |
| Sonic Bang Festival                                        | Rock | Deutschland, Hessen                                  | Helmarshausen, Krukenburg                                                                            |                                                                   |                                                             |                                            |      | |
| Sonisphere Festival                                        | Rock | Europa                                               | |                                                                   |                                                             |                                            |      | Ort wechselnd |
| SonneMondSterne                                            | Techno, Minimal, House, Electro, Drum and Bass                                                                  | Deutschland, Thüringen                               | Saalburg                                                                                             |                                                                   | 45.000                                                      | 1997                                       |      | |
| Sonnenrot Festival                                         | Rock | Deutschland, Bayern                                  | Eching, bis 2008 in Geretsried                                                                       |                                                                   | 5.000                                                       |                                            |      | |
| Sound of Gauning                                           | Rock | Österreich,                                          | Strengberg                                                                                           |                                                                   |                                                             |                                            |      | |
| Sound of the Forest                                        | Rock | Deutschland, Odenwald,                               | Bad König, Marbach-Stausee                                                                           |                                                                   |                                                             | 2009                                       |      | |
| Soundgarden Festival                                       | Rock | Deutschland, Hessen                                  | Friedberg (Hessen)                                                                                   |                                                                   |                                                             |                                            |      | |
| Southside                                                  | Rock | Deutschland, Baden-Württemberg                       | Neuhausen ob Eck                                                                                     |                                                                   | 60.000                                                      |                                            |      | |
| Spack! Festival                                            | Rock, Hip-Hop, Elektro, Indie                                                                                   | Deutschland, Rheinland-Pfalz                         | Wirges                                                                                               |                                                                   | 10.000 (2012)                                               | 2004                                       |      | |
| Spirit From The Street                                     | Rock | Deutschland, Brandenburg                             | Niedergörsdorf                                                                                       |                                                                   | 12.000                                                      |                                            |      | |
| splash!                                                    | Elektro, HipHop, Reggae, Funk, Drum and Bass                                                                    | Deutschland, Sachsen-Anhalt,                         | Ferropolis                                                                                           |                                                                   | 25.000                                                      | 1998                                       |      | [ 170 ] |
| Sputnik Springbreak                                        | Rock, Electronica                                                                                               | Deutschland, Sachsen-Anhalt                          | Halbinsel Pouch bei Bitterfeld                                                                       | Mai                                                               | 25.000                                                      | 2008                                       |      | |
| St. Katharina Open Air                                     | Jazz, Soul, Blues, Rock, Pop, Metal, Reggae, Ska, Folk, Punk, Gothic, Hip-Hop                                   | Deutschland, Bayern                                  | Nürnberg                                                                                             | Juli / August                                                     | 8.000                                                       | 1992                                       |      | |
| Staatsforsten Open-Air                                     | Jazz, Soul, Blues, Rock, Pop, Metal, Reggae, Ska, Folk, Punk, Gothic, Hip-Hop                                   | Deutschland, Niedersachsen                           | Landkreis Vechta, Bakum                                                                              |                                                                   | 5.000                                                       | 1986                                       | 2017 | Umsonst und draußen |
| Stains in the Sun                                          | Punkrock, Hardcore, Hip-Hop, Elektro                                                                            | Deutschland, Sachsen                                 | Erzgebirgskreis, Schwarzenberg/Erzgeb.                                                               |                                                                   | 500                                                         | 2013                                       |      | Politisches Festival gegen Rassismus, Homophobie und Sexismus mit Workshops und Bands                                                  |
| Stars in Town                                              | Rock, Pop, Jazz, Blues, Soul                                                                                    | Schweiz                                              | Schaffhausen                                                                                         |                                                                   | 30.000                                                      | 2010                                       |      | früher das festival, Mitten in der Altstadt (Piazza Grande der Deutschschweiz)                                                         |
| Stars of Sounds                                            | Jazz, Soul, Blues, Rock, Pop, Reggae, Folk, Hip-Hop                                                             | Schweiz, Kanton Bern                                 | Aarberg, Murten                                                                                      | Juni / Juli                                                       | 6.500–12.000                                                | 2008                                       |      | |
| Steinbruchfestival                                         | Rock, Pop, Alternative, Reggae u. a.                                                                            | Deutschland, Hessen                                  | Mühlheim am Main                                                                                     |                                                                   |                                                             | 1992                                       |      | 3-tägiges jährliches Festival des Kulturvereins Artificial Family e. V.                                                                |
| Steinegg Live                                              | Rock | Italien, Südtirol                                    | Steinegg                                                                                             |                                                                   |                                                             | 1996                                       |      | |
| Steirischer Herbst                                         | Klassik | Österreich,                                          | Graz                                                                                                 |                                                                   |                                                             | 1968                                       |      | |
| Stemweder Open Air                                         | Rock | Deutschland, Nordrhein-Westfalen                     | Stemwede                                                                                             |                                                                   | 18.000                                                      | 1976                                       |      | eintrittsfrei |
| Stereo am See                                              | Rock | Österreich, Niederösterreich                         | St. Pölten                                                                                           |                                                                   |                                                             |                                            |      | |
| StereoCity Festival                                        | Techno, Minimal, House, Electro, Drum and Bass                                                                  | Deutschland, Sachsen-Anhalt                          | Ferropolis                                                                                           |                                                                   | 5.000                                                       | 2008                                       |      | |
| Sternenfestival                                            | Rock | Deutschland, Bayern                                  | Bamberg                                                                                              |                                                                   |                                                             | 1999                                       |      | |
| Stoned From the Underground                                | Stoner, Doom, Sludge, Psychedelic                                                                               | Deutschland, Thüringen                               | Alperstedter See                                                                                     | Mitte Juli                                                        | 2.500                                                       | 2001                                       |      | |
| StoneRock Festival                                         | Rock, Indie | Deutschland, Niedersachsen                           | Bad Bentheim                                                                                         |                                                                   | 1.000 (2012)                                                | 2005                                       |      | komplett ehrenamtlich und unkommerziell organisiert                                                                                    |
| StuStaCulum                                                | Rock | Deutschland, Bayern                                  | München                                                                                              |                                                                   |                                                             | 1989                                       |      | |
| Stuttgart Electronic Music Festival                        | Electro | Deutschland, Baden-Württemberg                       | Stuttgart                                                                                            | Dezember                                                          | 17.500 (2016)                                               | 2006                                       |      | Indoor-Festival |
| Styriarte                                                  | Klassik | Österreich,                                          | Graz                                                                                                 |                                                                   |                                                             | 1985                                       |      | |
| SUB-Topia                                                  | Psytrance, Drum & Bass, Techno, Rock, Punk, Hip-Hop                                                             | Deutschland, Niedersachsen                           | Uslar                                                                                                | Juli                                                              | 400                                                         | 2022                                       |      | Music, Art, Workshops & Firespace |
| Sudoeste-Festival                                          | Rock | Portugal, Alentejo                                   | Zambujeira do Mar                                                                                    |                                                                   |                                                             | 1997                                       |      | |
| Südtirol Jazz Festival                                     | Jazz | Italien, Südtirol                                    | Bozen, Brixen, Meran, Bruneck, Vinschgau                                                             |                                                                   | 15.000                                                      | 1982                                       |      | Konzerte in ganz Südtirol |
| Südwinsen-Festival                                         | Rock, Blues, Ska, Funk, Punk                                                                                    | Deutschland, Niedersachsen                           | Winsen (Aller)                                                                                       | Juli                                                              | 3.000                                                       | 1996                                       |      | Umsonst und Draußen, komplett ehrenamtlich und unkommerziell organisiert                                                               |
| Summer Breeze                                              | Metal | Deutschland, Bayern                                  | Dinkelsbühl (2006, vorher Abtsgmünd)                                                                 |                                                                   | 40.000                                                      | 1997                                       |      | |
| Summer Darkness Festival                                   | Schwarze Szene                                                                                                  | Niederlande, Utrecht                                 | Utrecht                                                                                              |                                                                   | 10.000                                                      | 2000                                       |      | |
| Summer Nights                                              | Metal, Rock | Österreich,                                          | Mining am Inn, Burg Frauenstein 2008, 2007 Straßwalchen b. Salzburg                                  |                                                                   | 2.500 (2008)                                                | 2007                                       |      | Burgambiente |
| Summer Sonic                                               | Rock | Japan,                                               | Tokio & Osaka                                                                                        |                                                                   |                                                             | 2000                                       |      | |
| Summer Spirit                                              | Techno | Deutschland, Brandenburg                             | Niedergörsdorf                                                                                       |                                                                   | 10.000                                                      | 1999                                       |      | |
| Summerblast Festival                                       | Metalcore, Deathcore                                                                                            | Deutschland, Rheinland-Pfalz                         | Trier                                                                                                |                                                                   | 1.500                                                       | 2005                                       |      | |
| SummerDays Festival                                        | Rock, Oldie, Swissness                                                                                          | Schweiz, Thurgau                                     | Arbon                                                                                                |                                                                   | 22.000, 11.000 pro Tag                                      | 2007                                       |      | Pause im Jahr 2008, früher OpenAir Tufertschwil, direkt am Bodensee – besondere Lage!                                                  |
| Summerjam                                                  | Reggae | Deutschland, Nordrhein-Westfalen                     | Köln                                                                                                 |                                                                   | 30.000                                                      | 1986                                       |      | |
| Summernight Festival                                       | Rock, Funk, Soul                                                                                                | Deutschland, Baden-Württemberg                       | Laupheim                                                                                             |                                                                   |                                                             | 1976                                       |      | |
| SummerSounds                                               | Indie, Pop, Folk, Rock                                                                                          | Deutschland, Bremen                                  | Bremen-Neustadt                                                                                      | Juli – August                                                     | 12.000 (2016)                                               | 2006                                       |      | eintrittsfrei |
| Summertime Festival                                        | Indie, Rock, Pop, Elektro                                                                                       | Deutschland, Niedersachsen                           | Wolfenbüttel                                                                                         |                                                                   |                                                             | 2011                                       |      | Nichtkommerzielles Musik- und Kunst-Festival zu Gunsten von gemeinnützigen Organisationen                                              |
| Sun Flower Festival                                        | Ska, Rock, Reggae, Blues, Kleinkunst, Theater und Lesungen, Hard Rock, Punk, Reggae, Dancehall, Dub, Goa-Trance | Deutschland, Sachsen                                 | Freiberg                                                                                             |                                                                   | 3.000                                                       | 1994                                       |      | |
| Sunrise Festival                                           | Trance, House                                                                                                   | Polen, Westpommern                                   | Kołobrzeg                                                                                            |                                                                   | 50.000                                                      |                                            |      | |
| Sunset Beach Festival                                      | Elektro, Techno                                                                                                 | Deutschland                                          | Haltern am See                                                                                       | Juni                                                              | 12.000 (2023)                                               | 2014                                       |      | Festival am Strand |
| Sunset in Gripstone Open Air                               | Metal, Rock | Österreich, Niederösterreich                         | Greifenstein (Gemeinde St. Andrä-Wördern)                                                            |                                                                   | 500                                                         | 2010                                       |      | Dient der Förderung österreichischer Bands                                                                                             |
| Sunset Strip Music Festival                                | alle Musikrichtungen                                                                                            | Vereinigte Staaten, Kalifornien                      | West Hollywood                                                                                       |                                                                   | 30.000                                                      | 2008                                       |      | Ursprünglich veranstaltet um Bands aus Los Angeles zu fördern                                                                          |
| Swing 41                                                   | Jazz | Frankreich, Loir-et-Cher                             | Salbris                                                                                              |                                                                   |                                                             |                                            |      | |
| Swinging Hamburg                                           | Jazz | Deutschland, Hamburg                                 | Hamburg                                                                                              |                                                                   |                                                             |                                            |      | |
| Swordbrothers Festival                                     | Rock | Deutschland, Rheinland-Pfalz                         | Andernach                                                                                            |                                                                   |                                                             |                                            |      | |
| Sydslesvig Rocks                                           | Rock | Deutschland, Schleswig-Holstein                      | Schleswig                                                                                            |                                                                   |                                                             |                                            |      | |
| Syndicate Festival                                         | Hardcore Techno, Hardtechno, Hardstyle                                                                          | Deutschland, Nordrhein-Westfalen                     | Dortmund                                                                                             | Oktober                                                           | 20.000                                                      | 2015                                       |      | immer am ersten Samstag im Monat in den Westfalenhallen                                                                                |
| Szene Openair                                              | Rock | Österreich, Vorarlberg                               | Lustenau                                                                                             | August                                                            | 21.000                                                      | 1990                                       |      | |
| T in the Park                                              | Rock, Indie-Rock, Elektronische Musik, Pop                                                                      | Vereinigtes Königreich, Schottland                   | Balado                                                                                               | Juli                                                              | 70.000 (2016)                                               | 1994                                       | 2016 | |
| Tammerfest                                                 | Rock | Finnland, Westfinnland                               | Tampere                                                                                              | Juli                                                              | 25.000-80.000                                               | 1995                                       |      | |
| Tank mit Frank                                             | Metal, Death Metal, Trash, Rock, Hard Rock, Punk-Rock                                                           | Deutschland, Nordrhein-Westfalen                     | Münster                                                                                              | Juli                                                              | 1000                                                        | 2013                                       |      | Der Musik-Mix geht weit über Metal, Death Metal und Thrash Metal hinaus                                                                |
| Taubertal-Festival                                         | Rock | Deutschland, Bayern                                  | Rothenburg ob der Tauber                                                                             |                                                                   | 15.000 (2024)                                               | 1996                                       |      | immer am zweiten Augustwochenende; Lage unterhalb der historischen Altstadt von Rothenburg ob der Tauber                               |
| Tells Bells Festival                                       | Rock | Deutschland, Hessen                                  | Villmar                                                                                              |                                                                   |                                                             |                                            |      | |
| Temp                                                       | Rock | Österreich,                                          | Greifenstein an der Donau                                                                            |                                                                   |                                                             |                                            |      | |
| Tempel-Folkfestival                                        | Folk | Deutschland, Nordrhein-Westfalen                     | Duisburg-Rheinhausen                                                                                 |                                                                   |                                                             |                                            |      | |
| Temple of Metal Open Air Festival                          | Metal, Hardcore Punk                                                                                            | Deutschland, Bayern                                  | Obergünzburg im Allgäu                                                                               |                                                                   |                                                             | 2010                                       |      | |
| Thalmässinger Music Adventure                              | Rock, Pop | Deutschland, Bayern                                  | Thalmässing                                                                                          | Oktober                                                           | 3.500 (2014)                                                | 2001                                       |      | jährlich Ende Oktober am Wochenende der Zeitumstellung                                                                                 |
| The Great Wide Open                                        | | Deutschland, Bayern                                  | Mühldorf am Inn                                                                                      |                                                                   | 11.000                                                      | 2009                                       |      | |
| The Rock Boat                                              | Rock | Vereinigte Staaten, Florida                          | |                                                                   |                                                             |                                            |      | |
| Theatron MusikSommer                                       | Rock, Pop, Jazz, Klassik, Folk, Ethno, Hip-Hop, Punk                                                            | Deutschland, Bayern                                  | München                                                                                              |                                                                   |                                                             |                                            |      | eintrittsfrei |
| Theatron PfingstFestival                                   | Indie, Rock | Deutschland, Bayern                                  | München                                                                                              |                                                                   |                                                             |                                            |      | eintrittsfrei |
| Three Cool Cats Festival                                   | Psychedelic, Lo-Fi, Synthpunk, Blues, Garage, Future Punk, Indie, Blues-Rock, Art                               | Deutschland, Bayern                                  | Nürnberg & Umgebung                                                                                  | August/September                                                  | 400–600                                                     | 2017                                       |      | Alternatives Entdecker-Musikfestival mit viel Kunst.                                                                                   |
| Th!nk?                                                     | Techno, House                                                                                                   | Deutschland, Sachsen                                 | Cospudener See                                                                                       |                                                                   | 5.000 (2012)                                                | 1994, 1995, 2010                           |      | |
| Time Warp Festival                                         | Techno | Deutschland, Baden-Württemberg                       | Mannheim                                                                                             |                                                                   | 10.000                                                      | 1994                                       |      | |
| Tiroler Festspiele Erl                                     | Klassik | Österreich,                                          | Erl                                                                                                  |                                                                   |                                                             | 1610                                       |      | bis 1998 alle sechs Jahre, danach jährlich                                                                                             |
| Tollwood-Festival                                          | Rock, Pop, Theater                                                                                              | Deutschland, Bayern                                  | München                                                                                              | Juni/Juli – Sommer-Tollwood November / Dezember – Winter-Tollwood |                                                             | 1988                                       |      | im Sommer im Olympiapark, im Winter auf der Theresienwiese                                                                             |
| TONarten Sasbachwalden                                     | Klassik | Deutschland, Baden-Württemberg                       | Sasbachwalden                                                                                        |                                                                   |                                                             |                                            |      | |
| Tønder Festival                                            | Folk | Dänemark, Region Syddanmark                          | Tønder                                                                                               |                                                                   |                                                             | 1975                                       |      | |
| Traffic Jam Open Air                                       | Rock, Ska, Punk, Metal, Hardcore Punk                                                                           | Deutschland, Hessen                                  | Dieburg                                                                                              |                                                                   | 6.000                                                       | 1999                                       |      | |
| Trebur Open Air                                            | Rock | Deutschland, Hessen                                  | Trebur                                                                                               |                                                                   |                                                             |                                            |      | |
| Trigonale – Festival der Alten Musik                       | Klassik | Österreich                                           | |                                                                   |                                                             |                                            |      | |
| Tübinger Jazz- und Klassiktage                             | Jazz, Klassik                                                                                                   | Deutschland, Baden-Württemberg                       | Tübingen                                                                                             | Oktober                                                           | 8.000 (2018)                                                | 1999                                       |      | |
| Tunes of Death                                             | Rock | Deutschland, Mecklenburg-Vorpommern                  | Krugsdorf                                                                                            |                                                                   |                                                             |                                            |      | |
| Tunix                                                      | Rock | Deutschland, Bayern                                  | München                                                                                              |                                                                   | 10.000                                                      | 1981                                       |      | eintrittsfrei |
| Tuska Open Air Metal Festival                              | Metal | Finnland                                             | Helsinki                                                                                             |                                                                   | 30.000 (2003)                                               | 1998                                       |      | |
| Two Days a Week                                            | Rock | Österreich,                                          | Wiesen                                                                                               |                                                                   |                                                             |                                            |      | |
| Uhuru Night                                                | Rock | Deutschland, Baden-Württemberg                       | Tübingen                                                                                             |                                                                   |                                                             |                                            |      | |
| Ultraschall                                                | Neue Musik | Deutschland, Berlin                                  | Berlin                                                                                               | Januar                                                            | 5.000 (2017)                                                | 1999                                       |      | |
| Umsonst & Draußen (Bad Kissingen)                          | | Deutschland, Bayern                                  | Bad Kissingen                                                                                        |                                                                   | 10.000                                                      | 1994                                       |      | eintrittsfrei |
| Umsonst & Draussen in Heubach                              | Rock, Blues | Deutschland, Baden-Württemberg                       | Heubach                                                                                              |                                                                   | 5.000                                                       | 1983                                       | 2009 | eintrittsfrei |
| Umsonst & Draussen in Lindau                               | Alternative, Rock, Punk, Reggae                                                                                 | Deutschland, Bayern                                  | Lindau (Bodensee)                                                                                    |                                                                   | 7.000                                                       | 1989                                       |      | eintrittsfrei |
| Umsonst & Draußen Mössingen                                | Rock, Alternative, Indie, Pop, Hip-Hop Elektro                                                                  | Deutschland, Baden-Württemberg                       | Mössingen                                                                                            | Juli / August                                                     | 6.800 (2019)                                                | 1982                                       |      | eintrittsfrei |
| Umsonst & Draußen Stuttgart                                | Rock, Punk, Pop, Jazz, Ska, Elektro                                                                             | Deutschland, Baden-Württemberg                       | Stuttgart                                                                                            | August                                                            | 5.000–8000                                                  | 1980                                       |      | [ 198 ] |
| Umsonst & draußen in Würzburg                              | | Deutschland, Bayern                                  | Würzburg                                                                                             |                                                                   | 75.000                                                      | 1987                                       |      | eintrittsfrei |
| Under The Black Sun                                        | Metal, Black Metal                                                                                              | Deutschland, Brandenburg                             | wechselnd in der Nähe von Berlin                                                                     |                                                                   |                                                             | 1998                                       |      | |
| Unter der Brücke                                           | Rock | Deutschland, Schleswig-Holstein                      | Schwarzenbek                                                                                         |                                                                   |                                                             |                                            |      | |
| Up from the Ground                                         | Metal | Deutschland, Bayern                                  | Gemünden am Main                                                                                     |                                                                   |                                                             |                                            |      | |
| Upgrade Festival                                           | Rock | Deutschland, Sachsen-Anhalt                          | Magdeburg                                                                                            |                                                                   |                                                             |                                            |      | |
| Urban Art Forms Festival                                   | Techno, Drum and Bass,                                                                                          | Österreich, Steiermark                               | Graz                                                                                                 |                                                                   |                                                             |                                            |      | |
| Utopia Island                                              | Elektronische Musik                                                                                             | Deutschland, Bayern                                  | Moosburg an der Isar                                                                                 | August                                                            | 8.000                                                       | 2007                                       |      | bis 2011 unter dem Namen „Havana Nights“ in Haag an der Amper                                                                          |
| UZ-Pressefest                                              | Politischer Rock, Folk Rock, Ska, Punk, Lateinamerikanisch, Kleinkunst                                          | Deutschland, Nordrhein-Westfalen                     | Dortmund                                                                                             |                                                                   | 50.000                                                      | 1974 (damals noch in Düsseldorf)           |      | eintrittsfrei; alle zwei Jahre |
| Vainstream Rockfest                                        | Metal, Punk, Hardcore-Punk                                                                                      | Deutschland, Nordrhein-Westfalen                     | Münster                                                                                              |                                                                   | 16.000                                                      | 2006                                       |      | |
| Valletta International Baroque Festival                    | Barockmusik | Malta                                                | Valletta                                                                                             | Januar                                                            |                                                             | 2013                                       |      | |
| Veldensteiner Festival                                     | Rock, Schwarze Szene                                                                                            | Deutschland, Bayern                                  | Neuhaus an der Pegnitz                                                                               |                                                                   | 2.000                                                       | 2002                                       |      | immer Ende Juli auf Burg Veldenstein, mit Mittelalter-Markt                                                                            |
| Verschwende Deine Jugend                                   | Rock | Deutschland, Nordrhein-Westfalen                     | Erftstadt                                                                                            |                                                                   |                                                             |                                            |      | |
| Videodays                                                  | Jugend, Influencer                                                                                              | Deutschland, Nordrhein-Westfalen und Berlin          | Köln und Berlin                                                                                      |                                                                   | 15.000                                                      | 2010                                       |      | Europas größtes YouTuber-Festival |
| Viva AFROBRASIL                                            | Samba, Percussion                                                                                               | Deutschland, Baden-Württemberg                       | Tübingen                                                                                             |                                                                   |                                                             | 1986                                       |      | |
| VoiceMania                                                 | A cappella | Österreich,                                          | Wien                                                                                                 |                                                                   |                                                             | 1997                                       |      | |
| Vokal Total                                                | A cappella | Deutschland, Bayern                                  | München                                                                                              |                                                                   |                                                             | 1997                                       |      | |
| Vokal.total                                                | A cappella | Österreich                                           | Graz                                                                                                 |                                                                   |                                                             | 1999                                       |      | |
| VS Musik Contest                                           | Rock | Deutschland, Baden-Württemberg                       | Villingen-Schwenningen                                                                               |                                                                   |                                                             | 1999                                       |      | |
| VS swingt                                                  | Jazz | Deutschland, Baden-Württemberg                       | Villingen-Schwenningen                                                                               |                                                                   |                                                             | 1977                                       |      | |
| VuuV Festival                                              | Psytrance | Deutschland, Brandenburg                             | Putlitz                                                                                              |                                                                   | 20.000                                                      | 1992                                       |      | früher VooV Experience |
| Wacken Open Air                                            | Metal | Deutschland, Schleswig-Holstein                      | Wacken                                                                                               |                                                                   | 75.000                                                      | 1990                                       |      | |
| Wake Up PI                                                 | Rock | Deutschland, Schleswig-Holstein                      | Pinneberg                                                                                            |                                                                   |                                                             |                                            |      | |
| Waldbrand Open Air                                         | Rock | Deutschland, Niedersachsen                           | Helmstedt                                                                                            |                                                                   | 1.000                                                       | 2007                                       |      | |
| Waldfrieden Wonderland                                     | Psychedelic Trance, Goa                                                                                         | Deutschland, Nordrhein-Westfalen                     | Wehdem                                                                                               |                                                                   | 5.000                                                       | 1997                                       |      | |
| Waldpark Open Air                                          | Metal, Hardcore Punk                                                                                            | Deutschland, Rheinland-Pfalz                         | Mutterstadt                                                                                          |                                                                   | 400                                                         | 2003                                       |      | |
| Waldstock                                                  | Rock, Indie, Folk                                                                                               | Deutschland, Bayern                                  | Pegnitz                                                                                              | Juli                                                              | 8000                                                        | 1992                                       |      | Umsonst und draußen, eintrittsfrei, ehrenamtlich organisiert                                                                           |
| Walkenrieder Kreuzgangkonzerte                             | Klassik, Gospel, Folk, Swing, Jazz, A cappella, Pop, Literaturlesungen, OpenAir Kino                            | Deutschland, Niedersachsen                           | Walkenried                                                                                           | Mai bis Dezember                                                  | 5.000                                                       | 1983                                       |      | Der Veranstaltungsort Kloster Walkenried gehört seit 2010 zum UNESCO-Welterbe.                                                         |
| Walpurgis Metal Days                                       | Metal | Deutschland, Bayern                                  | Hauzenberg                                                                                           |                                                                   |                                                             |                                            |      | |
| Wasser mit Geschmack Festival                              | House, Tech-House, Techno                                                                                       | Deutschland, Baden-Württemberg                       | Heubach                                                                                              | letztes August-Wochenende                                         | 3.000                                                       | 2013                                       |      | |
| WaterQuake-Festival                                        | Ska, Punk, Alternative                                                                                          | Deutschland, Niedersachsen                           | Brake                                                                                                |                                                                   | 700                                                         | 2005                                       |      | |
| Wave-Gotik-Treffen                                         | Schwarze Szene                                                                                                  | Deutschland, Sachsen                                 | Leipzig                                                                                              |                                                                   | 20.000 (2009)                                               | 1992                                       |      | |
| Waves Vienna                                               | Alternative, Independent                                                                                        | Österreich,                                          | Wien                                                                                                 |                                                                   | 15.000                                                      | 2011                                       |      | |
| Way of Darkness                                            | Metal | Deutschland, Bayern                                  | Lichtenfels                                                                                          |                                                                   | 3.000                                                       | 2006                                       |      | |
| Weder Noch Festival                                        | Punk, Elektro                                                                                                   | Deutschland, Thüringen                               | Saalfeld/Saale                                                                                       |                                                                   |                                                             |                                            |      | |
| Weenie Roast                                               | Rock | Vereinigte Staaten, Kalifornien                      | Los Angeles                                                                                          |                                                                   |                                                             | 1993                                       |      | |
| Weltmusikfestival Murnau grenzenlos                        | Jazz, Klassik, Folklore, Avantgarde                                                                             | Deutschland                                          | Murnau                                                                                               |                                                                   | 2.500                                                       | 2000                                       |      | Themenfestival |
| Weser Metal Meeting                                        | Metal | Deutschland, Hessen                                  | Reinhardshagen                                                                                       | Ende April                                                        | 400                                                         | 2019                                       |      | [ 203 ] |
| Wetzlarer Festspiele                                       | Klassik | Deutschland, Hessen                                  | Wetzlar                                                                                              |                                                                   |                                                             |                                            |      | |
| Wien Modern                                                | Klassik | Österreich,                                          | Wien                                                                                                 |                                                                   |                                                             | 1988                                       |      | |
| Wiener Festwochen                                          | Klassik | Österreich,                                          | Wien                                                                                                 |                                                                   |                                                             | 1951                                       |      | |
| Wiesen Sunsplash                                           | Rock | Österreich,                                          | Wiesen                                                                                               |                                                                   |                                                             |                                            |      | |
| Winter Breath                                              | Rock | Deutschland, Bayern                                  | Landkreis Bamberg                                                                                    |                                                                   |                                                             |                                            |      | |
| Winterbach Zeltspektakel                                   | Rock | Deutschland, Baden-Württemberg                       | Winterbach (Remstal)                                                                                 |                                                                   | 25.000 (2019)                                               | 1995                                       |      | 8-tägiges Festival im Zirkuszelt |
| Winterthurer Musikfestwochen                               | Rock, Indie-Pop, Blues, Reggae, Hip-Hop                                                                         | Schweiz, Zürich                                      | Winterthur                                                                                           | August                                                            | 53.000 (2012)                                               | 1976                                       |      | Zweiwöchiges Musikfestival mit vielen Gratiskonzerten und jeweils 3–4 bezahlten Hauptkonzerten                                         |
| WinterWorld                                                | elektronische Musik                                                                                             | Deutschland, Baden-Württemberg                       | Pydna, Bingen am Rhein, Koblenz, Wiesbaden, Frankfurt am Main, Karlsruhe                             | Januar                                                            | 16.000 (2015)                                               | 2004                                       |      | Jubiläumsveranstaltung „TEN YEARS COLD“ und „Goodbye Wiesbaden“. 2014 ausverkauft.                                                     |
| Wireless Festival                                          | Hip-Hop, Pop, Urban                                                                                             | Deutschland, Hessen                                  | Frankfurt am Main                                                                                    | Juli                                                              |                                                             | 2017                                       |      | unregelmäßig |
| WiSH Outdoor                                               | Electro, House, Progressive, Hardstyle                                                                          | Niederlande, Nordbrabant                             | Beek en Donk                                                                                         | Juli                                                              | 45.000 (2014)                                               | 2006                                       |      | |
| Wolfszeit                                                  | Metal | Deutschland, Thüringen                               | Crispendorf                                                                                          |                                                                   | 1.500                                                       | 2007                                       |      | |
| WOMAD (World of Music, Arts and Dance)                     | Rock, Jazz und Weltmusik                                                                                        | UK und weltweit                                      | Charlton Park House und weltweit                                                                     | verschiedene                                                      | 40.000                                                      | 1982                                       |      | gegründet von Peter Gabriel mit Thomas Brooman, Bob Hooton, Mark Kidel, Stephen Pritchard, Martin Elbourne und Jonathan Arthur         |
| Wonderlands House Music Festival                           | House | Deutschland, Baden-Württemberg                       | Mengen                                                                                               |                                                                   | 3.000                                                       | 2012                                       |      | |
| Woodstage Summer Open Air                                  | Rock | Deutschland, Sachsen                                 | Glauchau                                                                                             |                                                                   |                                                             |                                            |      | |
| World Band Festival Luzern                                 | Blasmusik | Schweiz, Luzern                                      | Luzern                                                                                               | September                                                         | 20.000 (2022)                                               | 1999                                       |      | Musikfestival für bläserisches Musizieren                                                                                              |
| World Electronic Music Festival                            | Techno | Kanada, Ontario                                      | |                                                                   |                                                             | 1995                                       |      | |
| World Music Festival                                       | Weltmusik, Reggae, div.                                                                                         | Deutschland, Hessen                                  | Loshausen                                                                                            |                                                                   | 2.000                                                       | 2002                                       |      | Nicht Kommerziell, Kulturverein Klangfreunde e. V.                                                                                     |
| Wratislavia Cantans                                        | Klassik | Polen                                                | Breslau                                                                                              |                                                                   |                                                             |                                            |      | |
| Wudzdog Open Air                                           | Rock, Punk, Ska, Reggae, Trance                                                                                 | Deutschland                                          | Auhausen                                                                                             | Mai/Juni                                                          | 3500                                                        | 2000                                       |      | Nicht Kommerziell, Kulturverein Waldgeister Dornstadt e. V.                                                                            |
| Wutzrock                                                   | Rock | Deutschland, Hamburg                                 | Hamburg                                                                                              |                                                                   | 15.000                                                      | 1978                                       |      | eintrittsfrei |
| Xantener Sommerfestspiele                                  | Klassik | Deutschland, Nordrhein-Westfalen                     | Xanten                                                                                               |                                                                   |                                                             |                                            |      | |
| XXX Waldtraum Festival                                     | Elektro, Hip-Hop                                                                                                | Deutschland, Baden-Württemberg                       | Furtwangen im Schwarzwald                                                                            |                                                                   | 1.000                                                       | 2014                                       |      | |
| Yeah Yeah Festival                                         | Indie, Rock, Alternativ                                                                                         | Deutschland, Rheinland-Pfalz                         | Hinzweiler                                                                                           |                                                                   |                                                             | 2007                                       |      | |
| Yellow Jockey                                              | Pop, Rock, Country, Jazz                                                                                        | Deutschland, Niedersachsen                           | Bad Harzburg                                                                                         | August                                                            | 15.000 bis 20.000                                           | 2024                                       |      | Größtes Open Air im Harz. Es findet auf der Galopprennbahn Bad Harzburg statt.                                                         |
| young.euro.classics                                        | Klassik | Deutschland, Berlin                                  | Berlin                                                                                               |                                                                   |                                                             |                                            |      | |
| Zappanale                                                  | Rock | Deutschland, Mecklenburg-Vorpommern                  | Bad Doberan                                                                                          |                                                                   |                                                             | 1990                                       |      | |
| zeitfenster – Biennale Alter Musik                         | Klassik | Deutschland, Berlin                                  | Berlin                                                                                               |                                                                   |                                                             | 2002                                       |      | |
| Zita Rock Festival                                         | Rock | Deutschland, Berlin                                  | Berlin                                                                                               |                                                                   | 7.000                                                       | 2007                                       | 2012 | |
| Zons rockt                                                 | Rock, Pop, Indie, Blues, Metal                                                                                  | Deutschland, Nordrhein-Westfalen                     | Dormagen                                                                                             | August – September                                                | 1.000                                                       | 2001                                       |      | |
| Zürich Openair                                             | Indie, Rock, Electro                                                                                            | Schweiz,                                             | Zürich                                                                                               |                                                                   | 63.000                                                      | 2010                                       |      | |